# Bartoszyce
Bartoszyce (dawniej Barsztyn, niem. Bartenstein) – miasto w północnej Polsce, w województwie warmińsko-mazurskim, siedziba powiatu bartoszyckiego. Miasto leży na Nizinie Sępopolskiej w dolnym biegu rzeki Łyny.
Pod względem historycznym Bartoszyce leżą w Prusach Dolnych, na obszarze średniowiecznego pruskiego terytorium plemiennego Barcji, kilkanaście kilometrów na północ od granic Warmii. Bartoszyce to miasto o wielowiekowej historii i tradycji, łączące w sobie wpływy polskie, niemieckie i bałtyckie.
W latach 1954–1972 miasto było siedzibą władz gromady Bartoszyce, choć do niej nie należało. W latach 1975–1998 Bartoszyce administracyjnie należały do województwa olsztyńskiego. Dzisiaj to ważny węzeł komunikacyjny oraz ośrodek administracyjny, usługowy i kulturalny województwa.
Według danych GUS z 1 stycznia 2024 r. Bartoszyce liczyły 21 314 mieszkańców.

## Położenie i lokalizacja

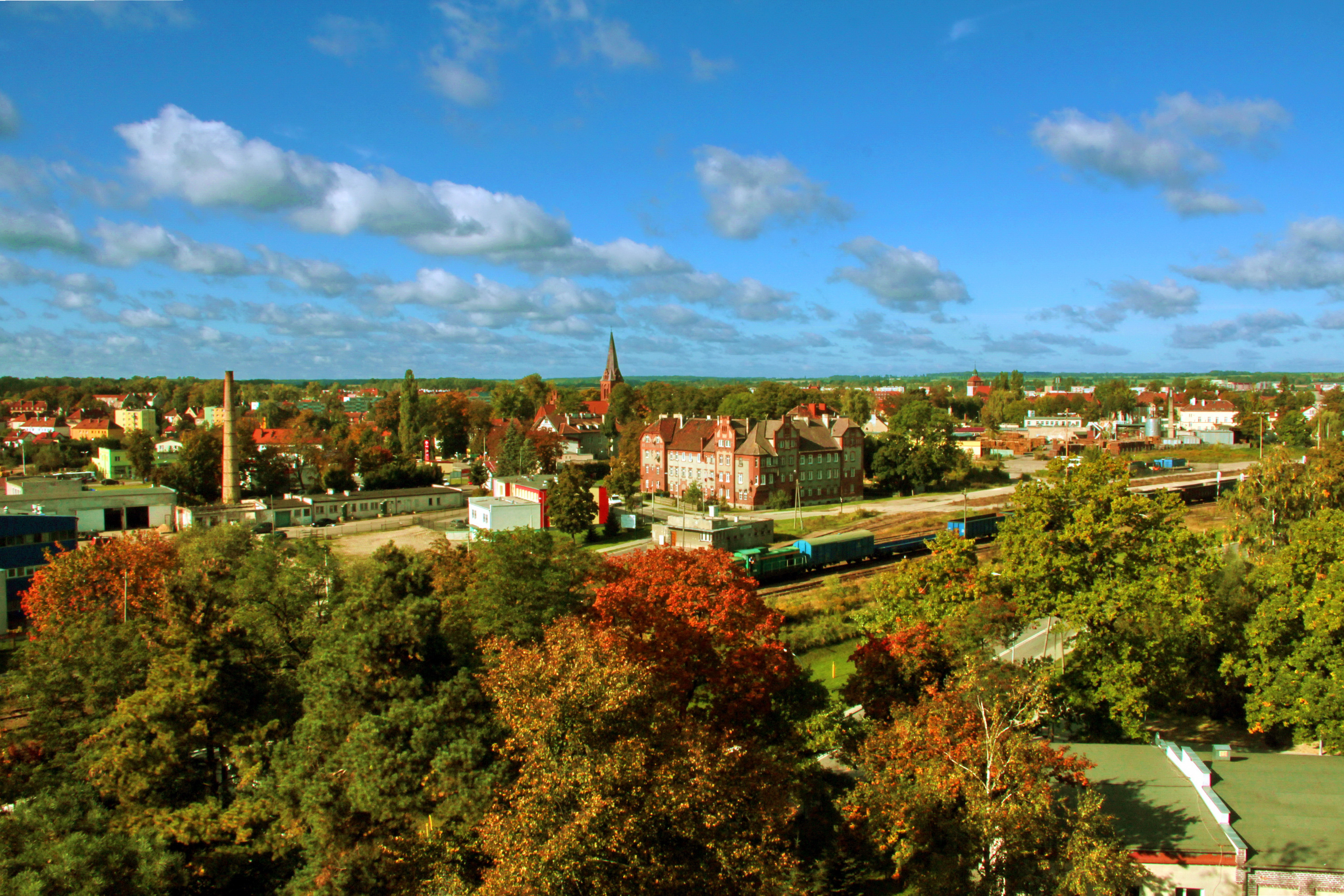
Bartoszyce z wodociągowej wieży ciśnień

Bartoszyce położone są w północnej części województwa warmińsko-mazurskiego po obu stronach rzeki Łyny. Geograficznie znajdują się w mezoregionie Równina Sępopolska, która jest częścią makroregionu Nizina Staropruska. Ta z kolei wchodzi w skład podprowincji Pobrzeża Wschodniobałtyckie i prowincji Niżu Wschodniobałtycko-Białoruskiego. Bartoszyce leżą na równinie, która na swych obrzeżach wznosi się na wysokość 80–100 m n.p.m. i obniża się ku środkowi do 40–50 m n.p.m.
Miasto położone jest: 71 km od Olsztyna, 256 km od Warszawy, 177 km od Gdańska, 17 km od granicy z Rosją i 58 km od Królewca.

## Środowisko naturalne
Według danych z 2005 roku, Bartoszyce mają obszar 11 km² (0,84% powierzchni powiatu) w tym:
- tereny zabudowane 27,9%
- użytki rolne 27,9%
- lasy 6,0%
- wody 2,6%

### Geologia i rzeźba terenu
Bartoszyce leżą na platformie wschodnioeuropejskiej w regionie obniżenia nadbałtyckiego (czasami nazywanego też syneklizą perybałtycką). Miasto położone jest w obniżeniu wysoczyzny morenowej płaskiej co powoduje, że na terenie miasta rzeźba terenu jest raczej płaska. Natomiast dookoła Bartoszyc dominują tereny pagórkowate z licznymi oczkami wodnymi w miejscowych obniżeniach terenu.

### Gleby
Na terenie miasta znajduje się 307 ha użytków rolnych. Na jego obrzeżach dominują gleby urodzajne, kompleksu pszennego dobrego. Wykształcone głównie na glinach lekkich, lokalnie zalegających na glinach średnich. W północnych częściach miasta lokalnie występują iły pylaste. Są to gleby III i IV klasy gleby bonitacyjnej. W dolinie Łyny występują mady i gleby pochodzenia organicznego. Gleby na terenie całego miasta wykazują naturalną zawartość metali ciężkich oraz niską, naturalną ilość siarki siarczanowej. Na terenie miasta nie rozpoznano żadnych złóż surowców mineralnych.

### Warunki klimatyczne
Miasto znajduje się w dzielnicy klimatycznej pomiędzy dzielnicą gdańską, która jest nieco cieplejsza oraz dzielnicą mazurską-chłodniejszą. W Bartoszycach średnia roczna temperatura wynosi 6,9 °C. Z kolei okres wegetacyjny trwa około 170–190 dni, podczas którego średnia temperatura wynosi 12 °C. Wilgotność względna na terenie miasta to 82%. Zachmurzenie średnie roczne jest jedną z niższych wartości na terenie województwa i kraju, a całkowite zachmurzenie występuje tu średnio przez około 100 dni w roku. Średnie dobowe nasłonecznienie wynosi około 4 godzin na dobę, a sam teren miasta jest nasłoneczniony stosunkowo jednorodnie. Miasto charakteryzuje się roczną sumą opadów wynoszącą średnio 538 mm. Liczba dni mroźnych w ciągu roku wynosi 38–43, z przymrozkami 110–125, a dni z pokrywą śnieżną 60–65. W rejonie miasta przeważają wiatry o kierunku: południowo-zachodnim (18,9% udziału w ciągu roku)i zachodnim (15,2%). Udział wiatrów południowo-zachodnich wzrasta szczególnie w okresie jesienno-zimowym.

### Wody powierzchniowe

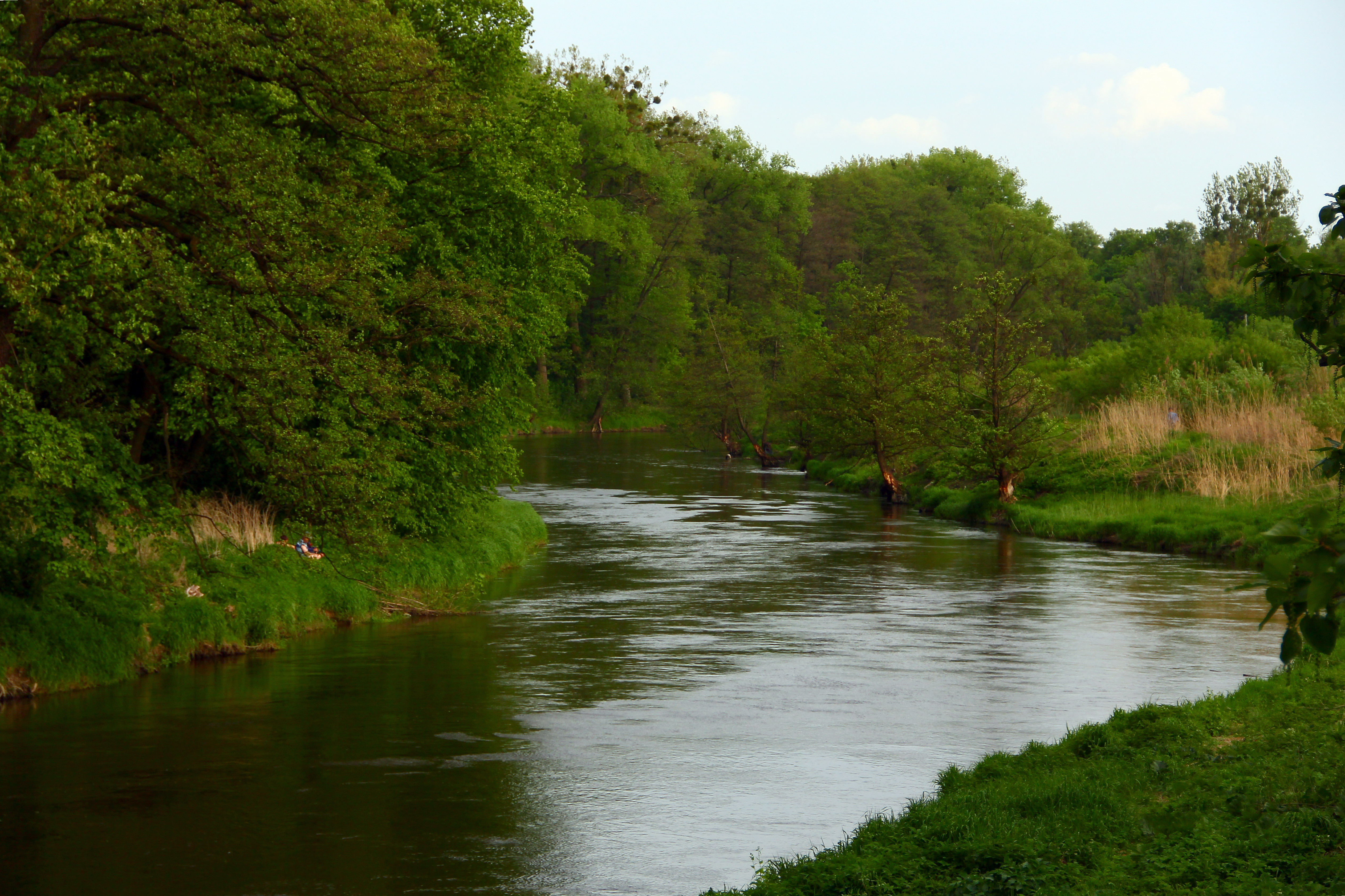
Łyna

Teren Bartoszyc i okolic leży nad rzeką Łyną i jej dopływach. Jest to największa rzeka województwa Warmińsko-Mazurskiego i główny element sieci hydrograficznej regionu. Cały teren związany z doliną Łyny, rozporządzeniem wojewody, został uznany za obszar chronionego krajobrazu ochrony wzmożonej. Dolina ta wyróżnia się dynamicznymi zmianami rzeźby terenu, które prowadzą do okresowych wezbrań wody i wylewania się rzeki z koryta do wysokości 40 m n.p.m. Największym dopływem Łyny na terenie Bartoszyc jest jej prawobrzeżny dopływ – rzeka Suszyca. Jest to rzeka hydrologicznie związana z pobliskim Jeziorem Kinkajmskim. Na niej zbudowany jest betonowy jaz, który piętrzy wodę na wysokości 1,4 m w wyniku czego gromadzone jest maksymalnie 66,5 tys. m³. Woda ta tworzy Jeziorko Miejskie, tzw. Mleczarskie, na którym usytuowane jest kąpielisko miejskie. Innym zbiornikiem wód stojących na terenie miasta jest tzw. Jeziorko Bartbetowskie.

### Przyroda
Według podziału geobotaniczno-regionalnego Bartoszyce leżą w Dziale Pomorskim i charakteryzują się zróżnicowaną szatą roślinną w miejscach niedostępnych do wykorzystania dla człowieka. Natomiast na terenie miasta roślinność przeważa roślinność pochodzenia antropogenicznego – wprowadzona przez człowieka.
Lasy na terenie miasta zajmują powierzchnię 66 ha. Największym kompleksem leśnym jest las miejski położony we wschodniej części w pobliżu rzeki Łyny. Przeważa tam drzewostan świeży mieszany z dominacją sosny, dębu, olchy i brzozy. Według regionalizacji przyrodniczo-leśnej bartoszyckie lasy należą do Krainy Mazursko-Podlaskiej.
Poza lasami na terenie miasta 6,3% (68,9 ha) jego ogólnej powierzchni zajmują tereny zieleni miejskiej jak parki i zieleńce. Tereny zielone i lasy znajdują się również na zboczach rzeki Łyny i Suszycy. Pełnią jednak one funkcje ochrony gleb przed erozją, więc ruch turystyczny na ich terenie jest kanalizowany. Łącznie z powierzchnią lasów w granicach administracyjnych Bartoszyc tereny zielone stanowią 12,3% całkowitej powierzchni miasta.
Przy ul. Kętrzyńskiej 18 w ogrodzie znajduje się jedyny bartoszycki pomnik przyrody, jesion wyniosły o obwodzie 355 cm i wysokości 30 m. W latach wcześniejszych w mieście znajdował się również inny pomnik przyrody – dąb szypułkowy, jednak wskutek uderzenia pioruna został uszkodzony i ze względów bezpieczeństwa ścięty.
Świat zwierzęcy zdominowany jest przez gatunki przystosowane do życia w mieście jak ptaki środowiska miejskiego i parkowego oraz drobne ssaki. Wyjątkiem, jest licznie występująca w dolinie rzeki Łyny – populacja bobra.

## Demografia
Według danych GUS z 1 stycznia 2007, Bartoszyce miały 25 164 mieszkańców (9 m-ce w województwie warmińsko-mazurskim i 176 w Polsce), powierzchnię 11 km² (494 m-ce w kraju)i gęstość zaludnienia 2288 os./km².
Według danych GUS z 31 grudnia 2008 r. miasto miało 25 007 mieszkańców, natomiast w 2011 r. miasto miało 24,8 tys. mieszkańców.
Liczba ludności miasta na przestrzeni wieków była nierównomierna. Według dostępnych danych w 1820 wynosiła 2547, w 1852 wynosiła 3600, w 1880 wynosiła 6500, w 1905 wzrosła 6698. Było to prawdopodobnie spowodowane ogólnym gwałtownym rozwojem miasta, oraz uzyskaniem przez Bartoszyce w 1866 połączenia kolejowego, w tym ze stolicą Prus Wschodnich Królewcem, co spowodowało liczną migrację do miasta.
Liczba gospodarstw domowych w mieście wynosi 9461.
Według danych z roku 2002 średni dochód na mieszkańca wynosił 1313,93 zł
- Piramida wieku mieszkańców Bartoszyc w 2014 roku[17].

## Historia

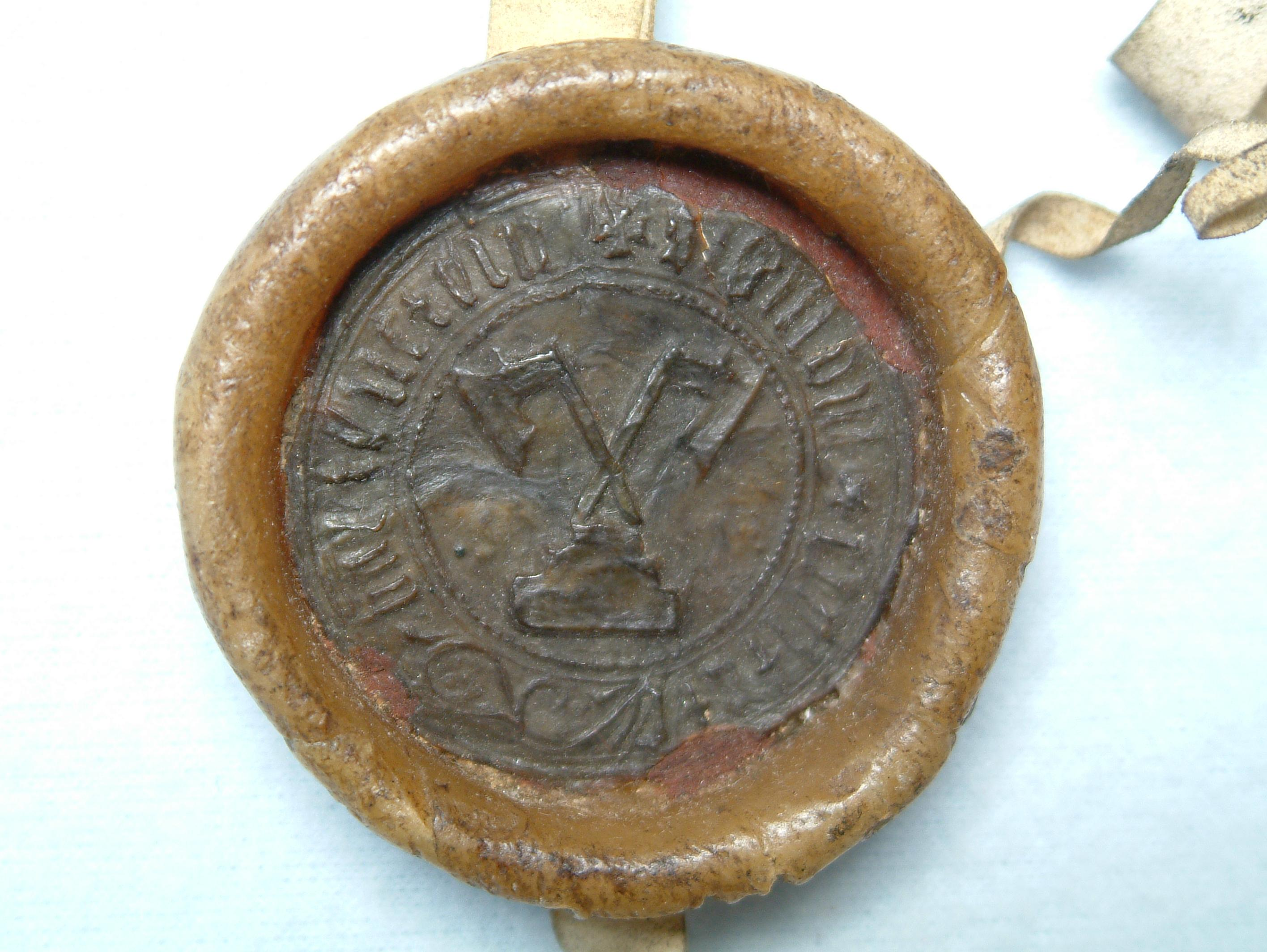
Pieczęć miejska Bartoszyc z 1440 roku

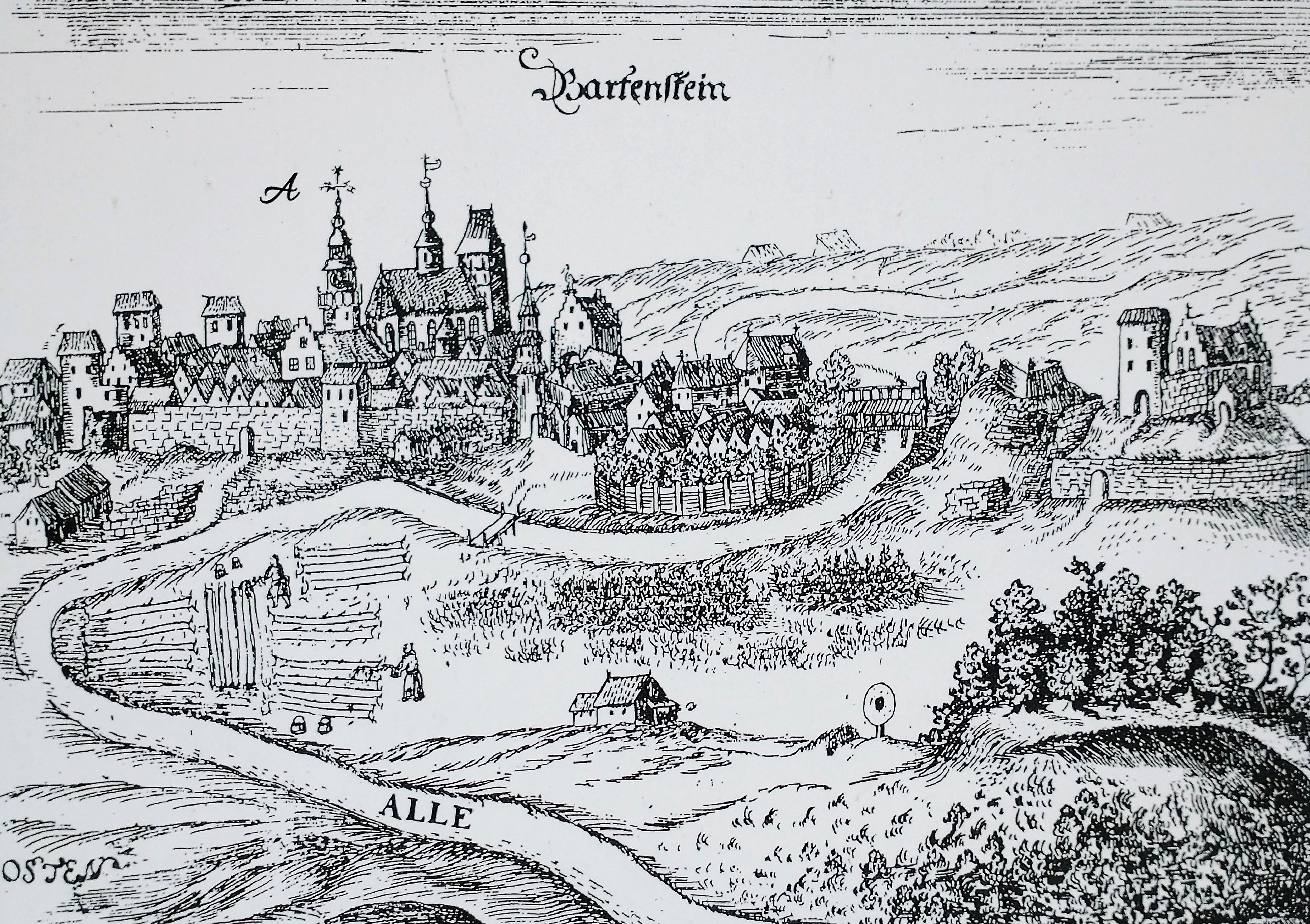
Miasto w XVII wieku

Krzyżacy wybudowali tu w 1240 r. jeden z pierwszych zamków warownych w Prusach Dolnych (obok zamku w Reszlu i Wissenburg koło Sępopola), przy którym na brzegu Łyny powstało osiedle. Jego założycielami byli najprawdopodobniej osadnicy pochodzący z Hesji lub z Brandenburgii, do których w późniejszym czasie dołączyli liczni osadnicy z Mazowsza. Najpierw wzniesiono drewnianą strażnicę, a murowany zamek wybudowano po 1274. W 1326 nadano miastu przywilej lokacyjny i nazwę Rosenthal. W 1332 miasto lokowano ponownie, nadając mu nową nazwę Bartenstein. Tutejszy zamek był w wieku XIV i XV siedzibą prokuratora i należał do komturii w Baldze. Zniszczony przez mieszczan na początku wojny trzynastoletniej nigdy nie został już odbudowany. Na miejscu zamku wybudowano w 1902 r. gmach starostwa. Miasto rozwinęło się z przyzamkowej „liszki’, czyli osady targowej. Przywilej lokacyjny na prawie chełmińskim wystawił wielki mistrz Luther von Braunschweig (1332). W przywileju przeznaczono dotację na kościół, ale proboszcz pojawia się w dokumentach dopiero w 1345 r. Miasto szybko się rozwijało, w 1356 r. istniał już dom kupiecki, w 1359 r. wybudowano mury obronne, w 1361 r. były już dwa kościoły. W XIV wymieniane są już trzy bramy: Królewiecka, Sąteczeńska (Młyńska) i Lidzbarska.

Akt oddania się stanów pruskich królowi Polski Kazimierzowi IV Jagiellończykowi i Koronie Królestwa Polskiego, 1454, Archiwum Główne Akt Dawnych

W 1454 miasto było członkiem Związku Pruskiego, na prośbę którego król Kazimierz IV Jagiellończyk ogłosił wcielenie regionu do Królestwa Polskiego. Po wybuchu wojny trzynastoletniej jeszcze w tym samym roku mieszczanie zburzyli zamek krzyżacki. Po sześciu latach miasto zostało przejęte przez Krzyżaków, by po zakończeniu wojny na mocy pokoju toruńskiego w 1466 wrócić pod zwierzchnictwo Polski, tym razem jako lenno w rękach krzyżackich. Zacieśnienie więzów z Polską wskutek wasalizacji lennej Prus Książęcych w 1525 r., dobrze wpłynęło na rozwój miasta i okolic. Ożywił się handel zbożem, futrami, drewnem, chmielem, bursztynem. Złotym wiekiem w historii Bartoszyc był wiek XVI, jak również XVII. Miasto zaznaczyło rozwój we wszystkich dziedzinach życia gospodarczego i społecznego. Zyskało miano drugiego miasta po Królewcu w Prusach Książęcych.
W 1432 r. liczba mieszkańców wynosiła 1500, w sto lat później jest już 4000. Świadectwem znaczenia miasta jest fakt, że w 1656 zjechali się tutaj król szwedzki Gustaw Adolf oraz książę pruski Fryderyk Wilhelm I, natomiast w 1661 w Bartoszycach obradował Sejm Pruski. W 1680 roku miasto zostało sklasyfikowane jako pierwsze pod względem rozwoju gospodarczego wśród 48 miast pruskich. W Bartoszycach i okolicach do 1945 roku posługiwano się dialektem języka dolnoniemieckiego – dialektem dolnopruskim z jego lokalną odmianą, gwarą Natangisch-Bartisch.
Zmierzch potęgi Rzeczypospolitej w XVIII wieku odbił się bardzo niekorzystnie na sytuacji gospodarczej Bartoszyc. W latach 1788 i 1850 miasto nawiedziły duże pożary.
W 1742 w mieście utworzono superintendenturę Kościoła ewangelickiego, która następnie w połowie XIX została połączona z superintendenturą frydlandzką. Zadaniem superintendenta z Bartoszyc był nadzór podlegających mu parafii oraz szkół.
Podczas wojen napoleońskich w 1807 r. Bartoszyce znajdowały się w centrum politycznych wydarzeń, gdyż spotkał się tu król Prus Fryderyk Wilhelm III z carem Aleksandrem I. Car chcąc utrzymać Prusy, w wojnie przeciwko Napoleonowi, po swojej stronie, zagwarantował im zatrzymanie polskich nabytków terytorialnych. Efektem spotkania było podpisanie 26 kwietnia 1807 traktatu bartoszyckiego, który był układem sojuszniczym przeciwko Napoleonowi.
W wyniku pruskiej reformy administracyjnej z 1818 r. Bartoszyce trafiają do okręgu – powiatu ziemskiego (landkreis), którego stolicą jest Frydland.
Bartoszyce dość wcześnie uzyskały bezpośrednie połączenia kolejowe z innymi miastami Prus Wschodnich.
- linia Bartoszyce – Głomno – Iława Pruska – Królewiec o długości 58,36 km, otwarta: 24.09.1866[26] r. (eksploatowana przez: Wschodniopruską Kolej Południową – Ostpreussische Südbahn)
- linia Bartoszyce – Wiatrowiec – Korsze – Kętrzyn o długości 45,25 km, otwarta: 1.11.1867 r. (eksploatowana przez: Wschodniopruską Kolej Południową – Ostpreussische Südbahn)
- linia Bartoszyce – Postehnen (węzeł kolejowy koło Frydlandu) o długości 29,60 km, otwarta: 1.07.1911 r. (eksploatowana przez: Pruskie Koleje Państwowe (Preussische Staatsbahnen)).
- linia Bartoszyce – Szwaruny o długości 7,0 km, otwarta: 10.08.1916 r. (eksploatowana przez: Pruskie Koleje Państwowe (Preussische Staatsbahnen))[27].

Poza koleją żelazną Bartoszyce uzyskały również połączenie telegraficzne w 1881 r. i telefoniczne w 1899 r. W tym czasie wymienia się już, iż w mieście działało już gimnazjum (dzisiejsze Liceum Ogólnokształcące im. S. Żeromskiego), a w ciągu roku urządzano 7 jarmarków.

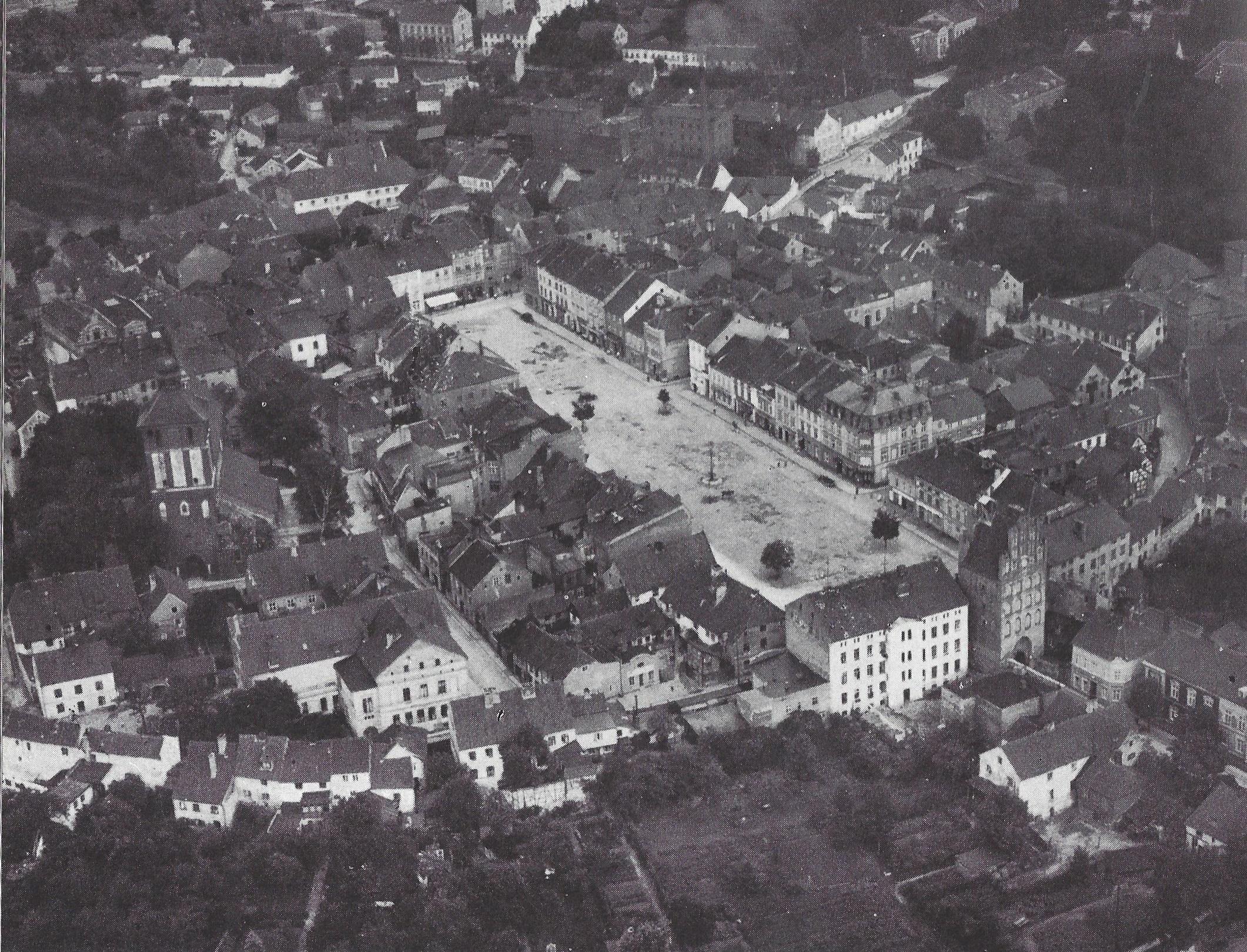
Miasto na pocz. XX w.

Dopiero koniec XIX wieku i początek XX wieku spowodował podniesienie miasta z upadku i wzrost zamożności. W 1902 do Bartoszyc przeniesiono siedzibę okręgu (powiatu) frydlandzkiego (nazwę na bartoszycki zmieniono dopiero w 1927 r.). Samo miasto zaczęło zmieniać charakter z rzemieślniczo-kupieckiego na urzędniczo-wojskowe. Według dostępnych danych w 1912 w Bartoszycach i okolicach działało 5 szkół.
Podczas I wojny światowej mieściła się tu siedziba niemieckiego feldmarszałka Paula von Hindenburga.
Bartoszyce w 1933 roku liczyło 8717 mieszkańców, natomiast w roku 1939 liczyło 11 268, a wraz z garnizonem wojskowym 12 912.
Na przełomie stycznia i lutego 1945 przez kilka dni prowadzono intensywne walki o Bartoszyce. W ich efekcie 4 lutego około 4 nad ranem Armia Czerwona weszła do miasta. Szacuje się, iż podczas działań wojennych i wywołanych nimi pożarami miasto zostało zniszczone w około 50%.

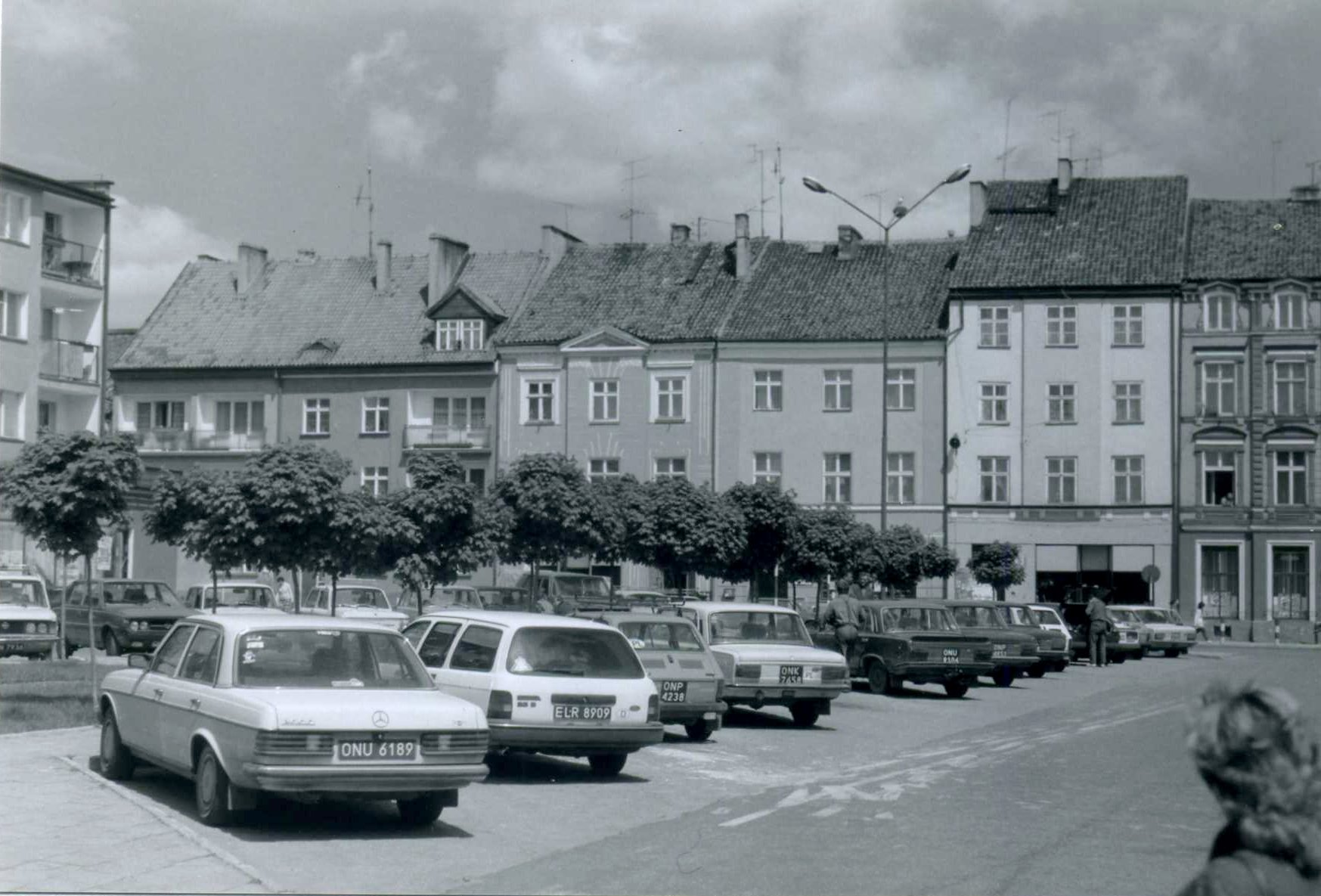
Rynek w 1991

Po wojnie miasto włączono do Polski. Jego dotychczasową, niemiecką ludność zastąpiono polskimi i ukraińskimi przesiedleńcami. Od 1946 roku siedziba powiatu. W czasach Polski Ludowej w mieście działała mleczarnia, Zakłady Przemysłu Dziewiarskiego „Morena”, Przedsiębiorstwo Budowlane Bart-Bet, drukarnia i gazownia.
W 1999 roku w wyniku protestów rolników doszło w mieście do zamieszek zwieńczonych „Bitwą w Bartoszycach”. W jej trakcie policjanci próbujący zapanować nad sytuacją zaczęli pacyfikować protestujących przy użyciu kul gumowych, a dwóch funkcjonariuszy zostało ciężko pobitych. Łącznie rannych zostało 70 osób, w tym 50 policjantów.

### Toponimika nazwy miasta
Bartoszyce leżą na terytorium Barcji, jednej z historycznych krain dawnych Prus zamieszkiwanej, przez plemię Bartów. Obok rolnictwa, rozwijało się tu również pszczelarstwo zwane bartnictwem, od staropruskiego słowa bartis (po polsku barć), od czego być może zaczerpnięto nazwę krainy. Następnie Krzyżacy po podboju tych terenów wybudowali tu zamek wokół którego szybko rozrosła się osada. Początkowo nosiła ona nazwę Rosenthal – w wolnym tłumaczeniu „Dolina Róż”. W 1332 wielki mistrz Zakonu Luther z Brunszwiku nadał miastu w akcie lokacyjnym nazwę Bartenstein, co można tłumaczyć na różne sposoby – jako kamień lub skałę Barcji (Bartów), bądź „toporowy kamień”. Polskie przyswojenia fonetyczne Bartoszyce i Barsztyn pojawiają się dopiero wraz kolonizacją mazurską Prus w okresie reformacji. Do 1945 r. w oficjalnym i powszechnym użyciu była jednak nazwa niemiecka. Po włączeniu miasta do Polski dzisiejszą formę ustalono oficjalnie 19 maja 1946.
Alternatywne pochodzenie nazwy miasta podaje Słownik geograficzny Królestwa Polskiego i innych krajów słowiańskich z 1880. W haśle Bartoszyce napisano, że pierwotna nazwa Bartenstein została nadana miastu na pamiątkę biskupa Bartłomieja, który przyczynił się do chrystianizacji Prus.

## Symbole miasta

Flaga Bartoszyc zdobyta w bitwie pod Grunwaldem

- Herb Bartoszyc – stanowią na czarnym tle tarczy dwa skrzyżowane białe topory na białej podstawie podzielonej poziomo czarnymi liniami na trzy białe schodkowe pasy, z których górny jest najkrótszy, a dolny najdłuższy. Pochodzenie herbu częściowo jest związane z nazwą miasta, barte w języku staroniemieckim i barta w staropolskim oznaczają topór i to prawdopodobnie zadecydowało, iż stał się on elementem różnych wersji herbu[6]. Herb miasta jest prawnie chroniony i uregulowany Statutem Miasta Bartoszyce z 2006 roku[38].
- Flaga Bartoszyc – przedstawia biały topór na czarnym tle z wąskimi białymi pasami umieszczonymi pionowo po obu stronach. Flaga w kolorystyce, jak i w rysunku nawiązuje do flagi miejskiej Bartoszyc zdobytej przez wojska Władysława Jagiełły w bitwie pod Grunwaldem. Flaga miasta została dokładnie opisana przez Jana Długosza w dziele Banderia Prutenorum. Kolorystyka i proporcje flagi zostały uwspółcześnione i nie powinny przekraczać od 2:3 do 5:8 (szer.: dł.)[38].
- Logo Bartoszyc – stanowi wizerunek Bramy Lidzbarskiej w kolorze czerwonym z drobnymi dodatkami białego i czarnego. Po lewej stronie od bramy znajduje się pas koloru żółtego, a po prawej niebieskiego.
- Święto miasta – Międzynarodowe Dni Regionu Bartoszyce obchodzone jest corocznie w pierwszy weekend czerwca. Obchody trwają kilka dni i składają się z cyklu imprez muzycznych, kulturalnych i rekreacyjno-sportowych eksponujących w głównej mierze kulturalny profil Bartoszyc[39]. Na zaproszenie burmistrza miasto zawsze odwiedzają przedstawiciele miast partnerskich.
- Patron Bartoszyc – patronem miasta jest Bruno z Kwerfurtu (św. Brunon), który symbolizuje ideę wielokulturowości i tolerancji etnicznej oraz religijnej miasta. Oficjalnie został nim ustanowiony 30 września 2009 mocą specjalnej uchwały rady miasta oraz specjalnego dekretu papieskiego Watykanu. W tym samym dniu, w centrum miasta na skwerze przed urzędem miasta i liceum ogólnokształcącym, uroczyście odsłonięto pomnik św. Brunona[40].

## Polityka

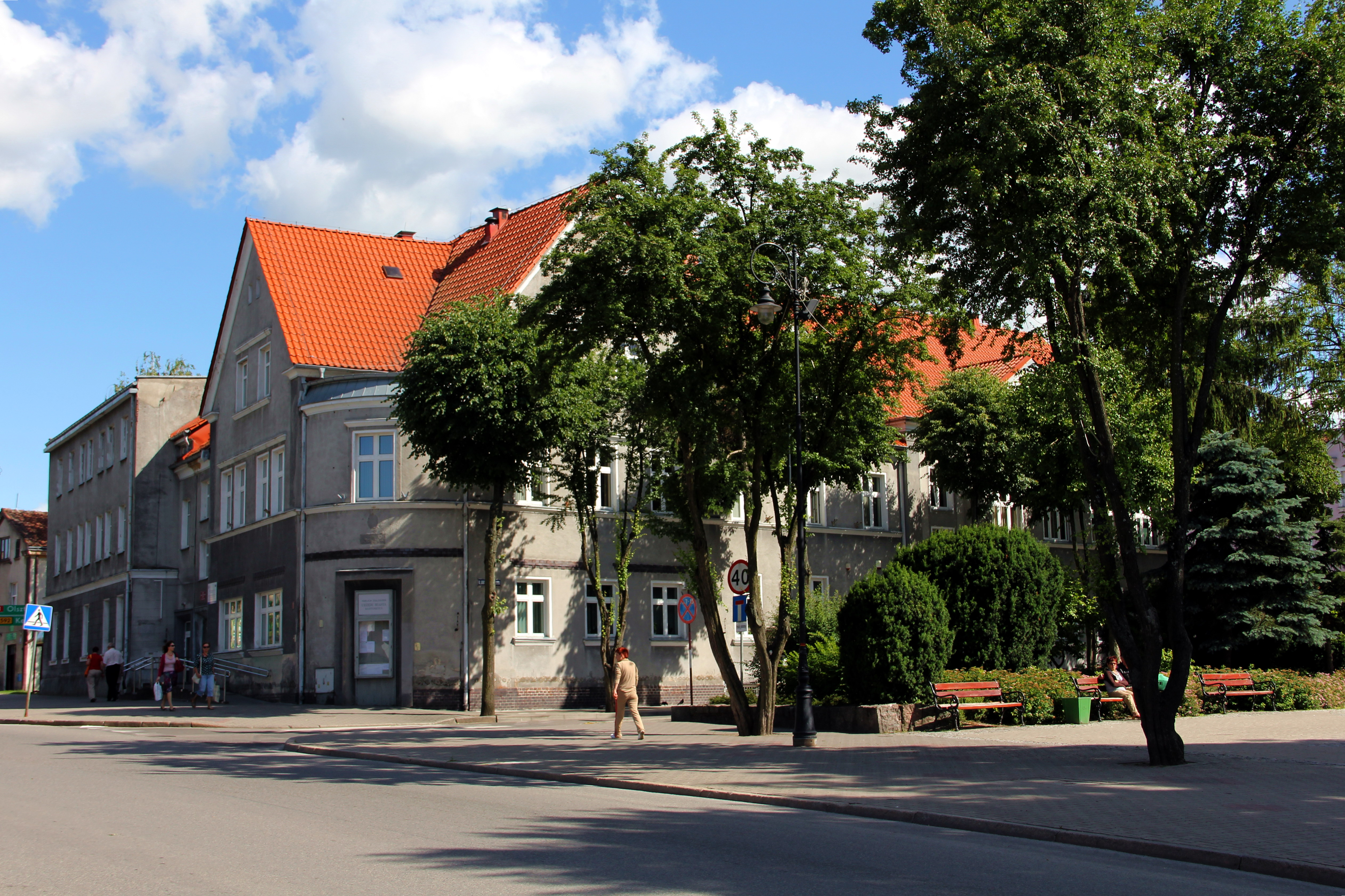
Urząd Miasta

Bartoszyce mają status gminy miejskiej. Mieszkańcy miasta wybierają do Rady Miasta, zgodnie z parytetem, 21 radnych. Radni wybierają przewodniczącego, oraz co najmniej jednego zastępcę rady i pracują w 5 stałych komisjach, a uchwały podejmują podczas sesji rady, która zgodnie z regulaminem spotyka się nie rzadziej niż raz na kwartał. Organem wykonawczym władz miasta jest burmistrz. Siedziba Urzędu Miasta Bartoszyce mieści się przy ul. Bohaterów Monte Cassino 1.
Dodatkowo Bartoszyce są siedzibą gminy wiejskiej Bartoszyce oraz powiatu bartoszyckiego.
Mieszkańcy Bartoszyc wybierają parlamentarzystów z okręgu wyborczego Elbląg. W Bartoszycach, przy ul. Starzyńskiego 3, znajdowało się biuro poselskie posła PO na Sejm (2007-15) Mirona Sycza. Do Parlamentu Europejskiego bartoszyczanie głosują z europarlamentarnego okręgu wyborczego numer 3 – Olsztyn.
Miasto należy do Euroregionu Bałtyk i jest aktywnym członkiem Stowarzyszenia Gmin RP Euroregion Bałtyk. Dodatkowo Bartoszyce należą i są główną siedzibą Stowarzyszenia Samorządów Przygranicznych Euroregionu Łyna-Ława zrzeszającego społeczności lokalne powiatów województwa warmińsko-mazurskiego i rejonów obwodu królewieckiego.

### Miasta partnerskie
Bartoszyce przywiązują wielką wagę do kontaktów i wymiany doświadczeń z partnerami zagranicznymi. Dodatkowo do grona miast partnerskich zalicza się polskie miasto Mława, z którym Bartoszyce podpisały porozumienie o nawiązaniu stosunków miast zaprzyjaźnionych. Bartoszyce mają podpisane umowy o partnerstwie z następującymi miastami:
- Bartenstein (Schrozberg)(inne języki), Badenia-Wirtembergia, 1952
- Nienburg (Weser), Dolna Saksonia, 2002
- Emmaboda, Kalmar, 2003
- Mława, województwo mazowieckie, 2001
- Orany, rejon orański, 2010
- Bereźne, rejon rówieński, 2010

## Architektura

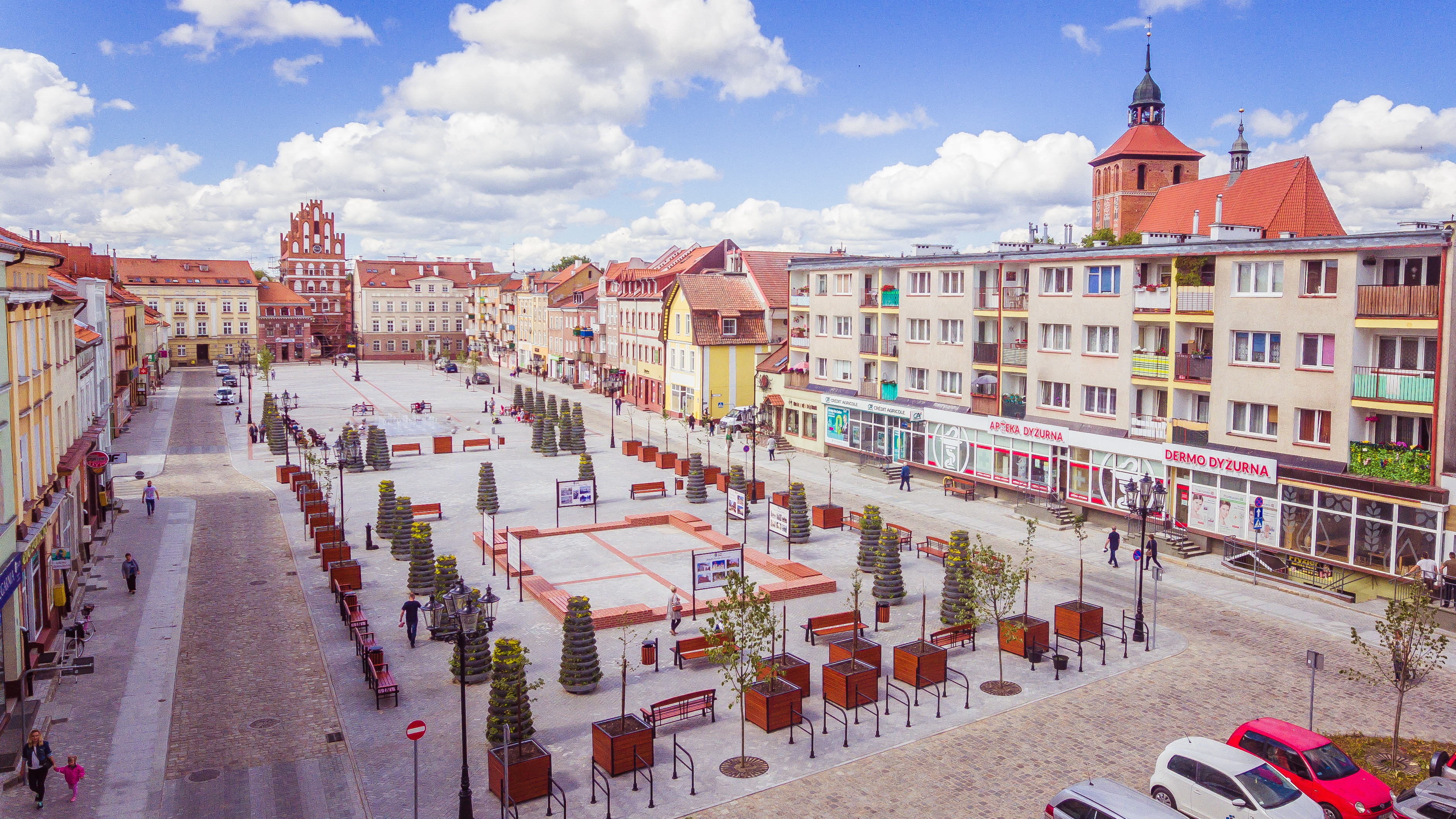
Plac Konstytucji 3 Maja (Rynek)

### Układ urbanistyczny
Miasto Bartoszyce jest jednym z historycznych ośrodków miejskich województwa warmińsko-mazurskiego i zostało założone podczas pierwszej fali osadnictwa na tych ziemiach. Prawa miejskie pierwotnie uzyskały w 1326, a ponownie w 1332. Zostały one nadane organizmowi protomiejskiemu, gdy ten w około 90 lat od założenia, w sposób żywiołowy rozwinął się do rozmiarów organizmu miejskiego z tzw. liszki. Bartoszyce w średniowieczu uważane były za miasto nieco większe, stąd osadnictwo poza mury miejskie przeniosło się szybciej niż w innych miastach regionu. Układ urbanistyczny, pomimo wielu zniszczeń prezentuje obraz urbanistyki z początku XIX z zachowanymi licznymi elementami starszymi. Cały zespół urbanistyczny Starego Miasta Bartoszyce podlega ochronie konserwatora zabytków, jednak niektóre jego elementy jak Brama Lidzbarska czy mieszczańskie kamienice uznane są za elementy wartościowe i objęte są także indywidualną ochronądziałania archeologiczne pokazują, iż także teren poza Starym Miastem jest zabytkowy. Odkryto tu m.in. jedyny w tej części Prus relikt barbakanu.
Układ urbanistyczny Bartoszyc jest typowy dla tego typu miast w regionie z centralnie położonym prostokątnym rynkiem. Głównym dominantem panoramy miasta jest kościół parafialny. Miasto cechuje się również regularną siecią ulic, które historycznie były otoczone murami miejskimi. Perspektywę widokową Bartoszyc niegdyś dopełniała sylwetka zamku krzyżackiego – dziś już nieistniejącego.
W późniejszych czasach na wygląd miasta wpływ miało wiele czynników takich jak budowa sieci kolejowej wraz z infrastrukturą techniczną i napływ przemysłu oraz znaczna rozbudowa garnizonu wojskowego. Pomimo zniszczeń i destrukcji historycznej zabudowy miasta wywołanej II wojną światową w mieście zachowała się część historycznej zabudowy.

### Zabytki

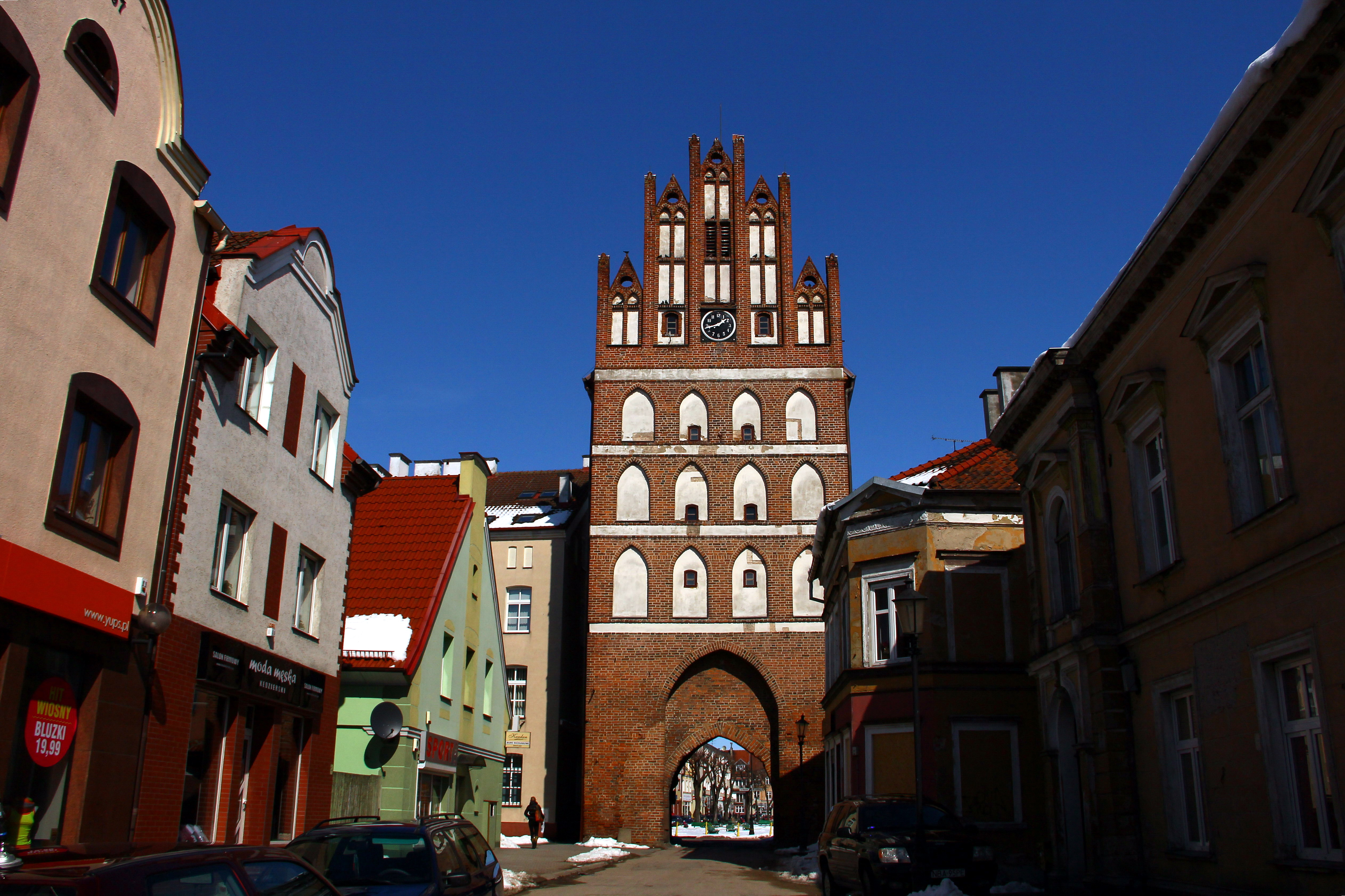
Brama Lidzbarska, widok od strony ulicy Starzyńskiego.

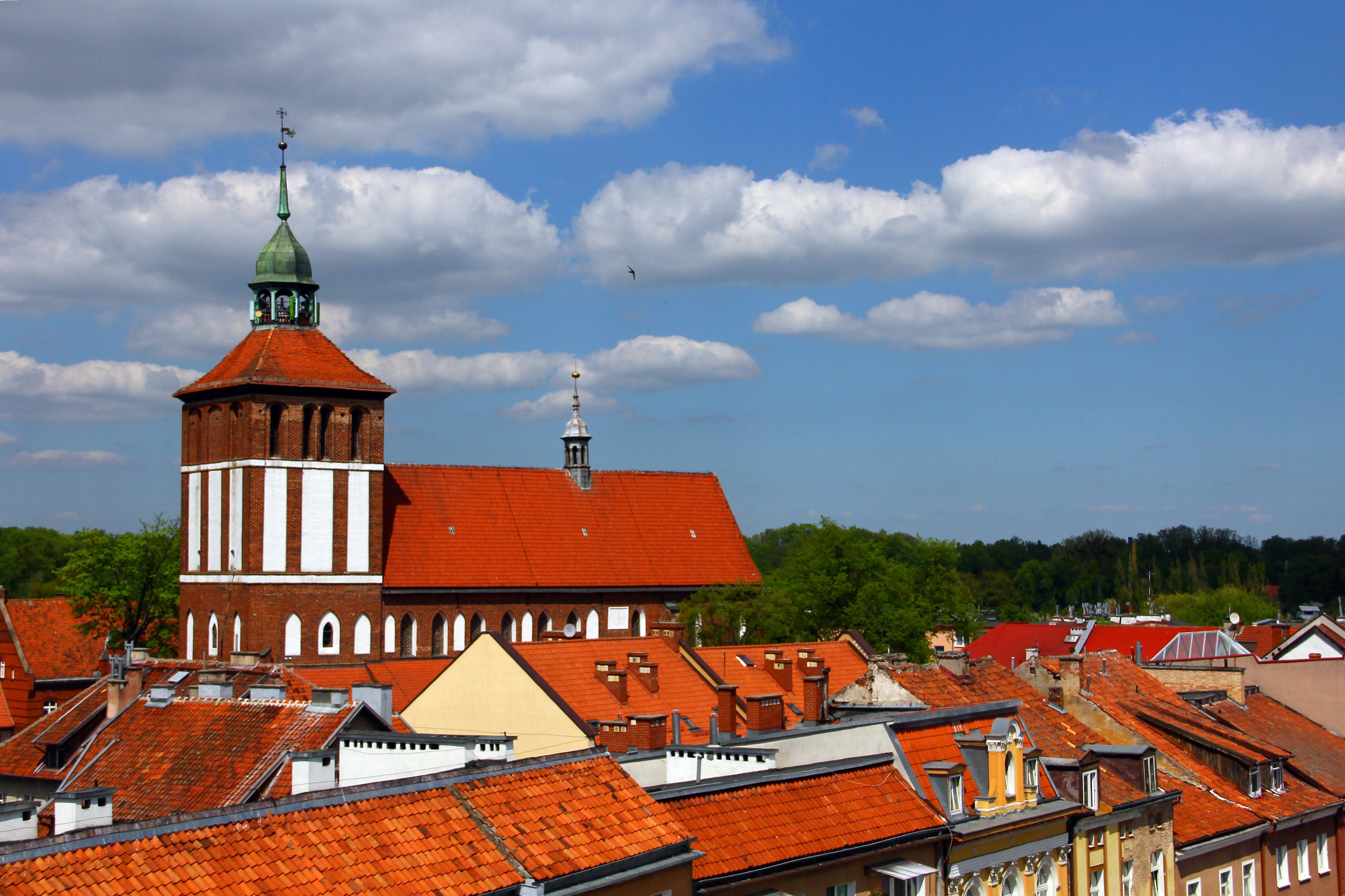
Kościół św. Jana Ewangelisty i Matki Boskiej Częstochowskiej

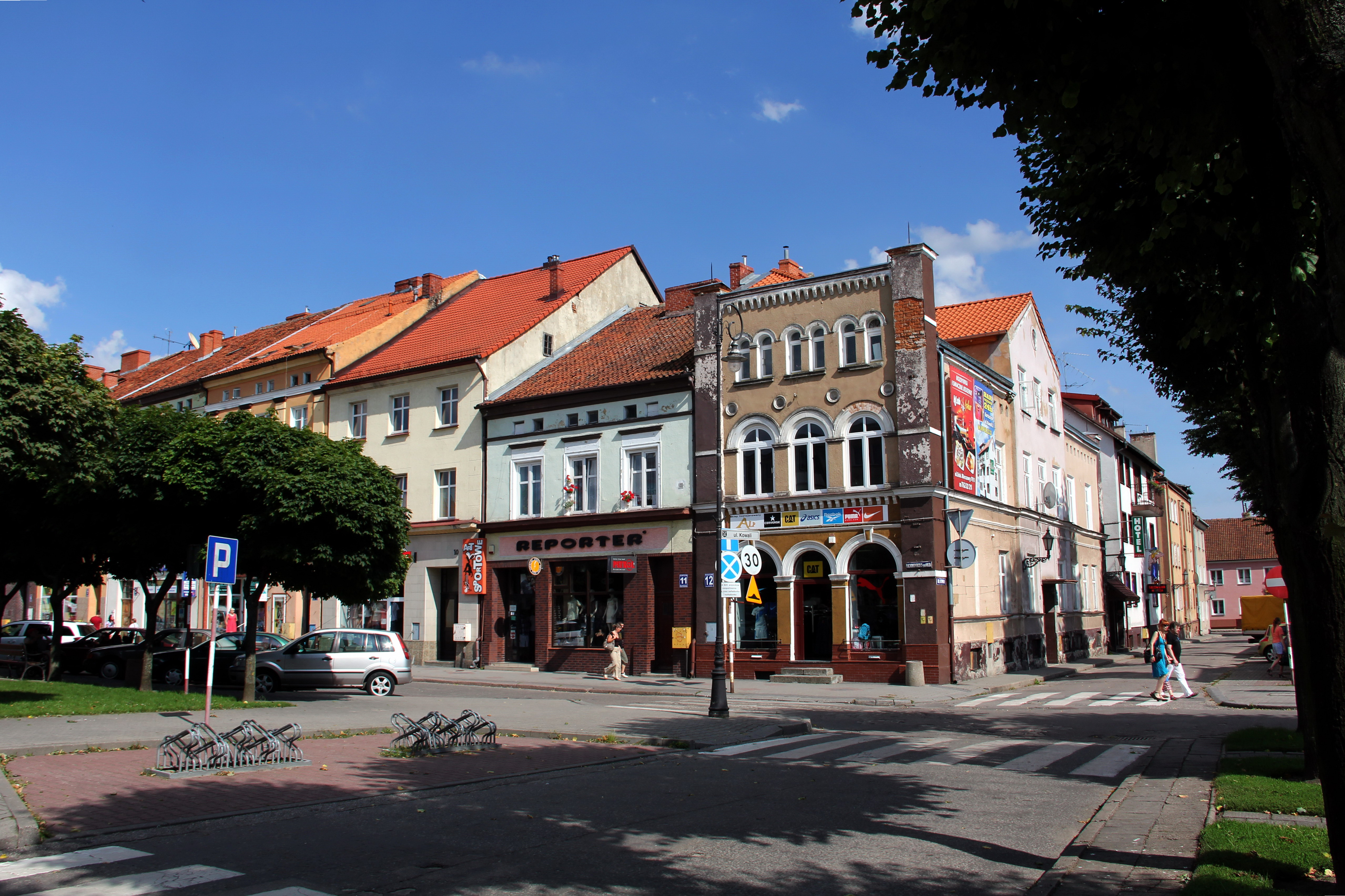
Kamienice przy rynku

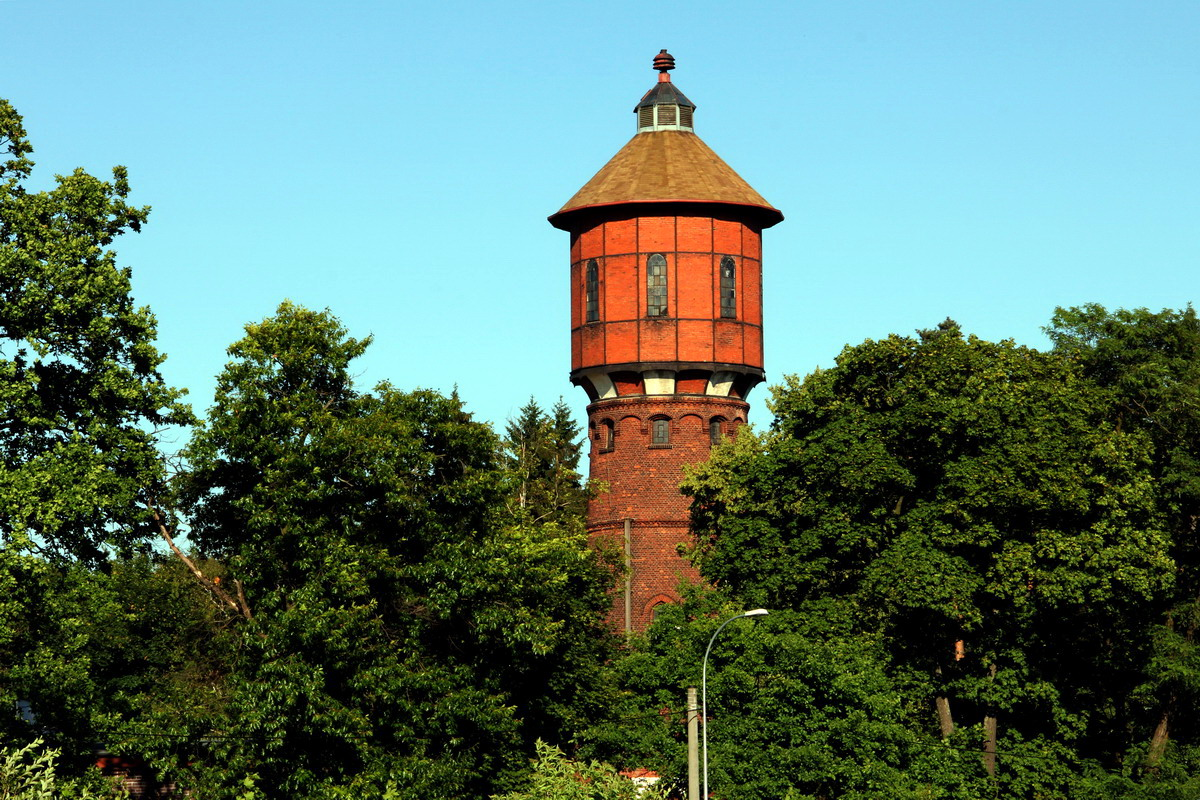
Wieża ciśnień

Bartoszyce posiadają 76 zabytków, które są prawnie chronione i wpisane do krajowego rejestru zabytków nieruchomych oraz 3 zabytki archeologiczne. Do najcenniejszych należą:
- Stare Miasto Bartoszyce z XIV wieku o doskonale zachowanym układzie urbanistycznym. Ochronie konserwatora zabytków podlega Rynek (plac Konstytucji 3 Maja) wraz z szachownicą przylegających ulic, mieszczańskimi kamienicami i budynkami, murami obronnymi oraz obszarem okalającym.
- Brama Lidzbarska z 1468 roku. Doskonale zachowany fragment miejskich murów obronnych o dużym podobieństwie do okolicznych kościołów wiejskich. W budynku od 1881 roku mieściło się więzienie. Znajduje się przy Placu Konstytucji 3-go Maja 20.
- Pozostałości miejskich murów obronnych z XIV wieku – zabytek archeologiczny.
- Spichlerze z przełomu XVIII i XIX wieku. Najlepiej zachowane znajdują się przy ulicy gen. Józefa Bema 11 oraz Pawła Strzeleckiego 2. Aktualnie znajdują się w nich hotele i restauracje.
- Kościół św. Jana Ewangelisty i Matki Boskiej Częstochowskiej gotycka budowla z II połowy XIV wieku, którą wielokrotnie przebudowywano m.in. w 1678 r., wieża pochodzi z 1732 r. Był to początkowo niski budynek, który pod koniec XIV rozbudowano do obecnej trójnawowej formy. W 1487 nastąpiła ponowna konsekracja. W okresie świetności miasta ufundowano wspaniały późnomanierystyczny ołtarz (ok. 1660, prawdopodobnie wykonany przez Joachima Pfaffa z Królewca) oraz duże organy (organmistrz Werner z Elbląga). Wnętrze zniszczone w 1945 r. Fragmenty ołtarza znajdują się w zbiorach Muzeum Warmii i Mazur w Olsztynie. Do rejestru zabytków wpisana jest również przykościelna plebania z XVIII/ XIX w.
- Kościół św. Jana Chrzciciela z XV wieku. Gotycki budynek znajdujący się poza obszarem starego miasta na lewym brzegu Łyny. Istniał już w 1404 r. Według niektórych opinii uważany jest za pierwotna parafię dla nieudanej pierwszej lokacji Bartoszyc (1326). Był zniszczony w czasie wojny trzynastoletniej. Ołtarz barokowy z lat 1715–1720, przypisywany Krausowi z Królewca, ambona z 1706.
- Kościół św. Brunona – powstał w latach 1882–1883 jako pierwsza od czasów reformacji świątynia katolicka w Bartoszycach[51]. Wyposażenie wnętrza, witraże oraz prezbiterium wykonano w stylu neogotyckim. Obecnie znajduje się w nim sanktuarium Archidiecezji warmińskiej – Archidiecezjalne Sanktuarium Świętego Brunona Bonifacego z Kwerfurtu Biskupa i Męczennika erygowane przez abp Edmunda Piszcza w 2002 r[52].
- Kamienne baby (Baby pruskie) w Bartoszycach popularnie nazywane „Bartkami”. Dwa kamienne posągi Bartek i Gustebalda umieszczone wraz z kamienną misą na skwerze przy zbiegu ulic Marii Skłodowskiej-Curie i Bohaterów Warszawy. Prawdopodobnie są dziełem plemion pruskich zamieszkujących pierwotnie te tereny.
- Budynek Dawnego Browaru przy ulicy Kopernika 5 z dobrze zachowanym budynkiem, w którym obecnie mieści się obiekt gastronomiczny.
- Cmentarz wojenny z I wojny światowej z 1914 roku. Bardzo dobrze zachowany i wielokrotnie odrestaurowywany cmentarz niemiecki. Usytuowany w parku przy ulicy Bema obok miejsca, gdzie kiedyś mieścił się cmentarz ewangelicki. Założony na planie prostokąta, od ulicy odgrodzony ceglanym murem. Groby rozłożone są na 7 wspinających i zwężających się ku górze tarasach. Na każdym z tarasów umieszczonych jest 6 bloków ze sztucznego kamienia (z wyjątkiem ostatniego krótszego). Na kamiennych blokach znajdują się dane po 2 żołnierzy: imię i nazwisko, nazwa jednostki oraz data śmierci. Na najniższym z tarasów znajduje się dodatkowo kamienny blok z wykutymi inskrypcjami o liczbie pochowanych oraz danymi 9 żołnierzy oraz 3 osób cywilnych. Spoczywają tu 92 osoby: 88 żołnierzy niemieckich, w tym 10 poległych na przełomie sierpnia i września 1914 r. w walkach o Bartoszyce, żołnierz rosyjski oraz 3 cywilów[53].
- Wieża ciśnień z około 1904 roku

### Inne atrakcje turystyczne

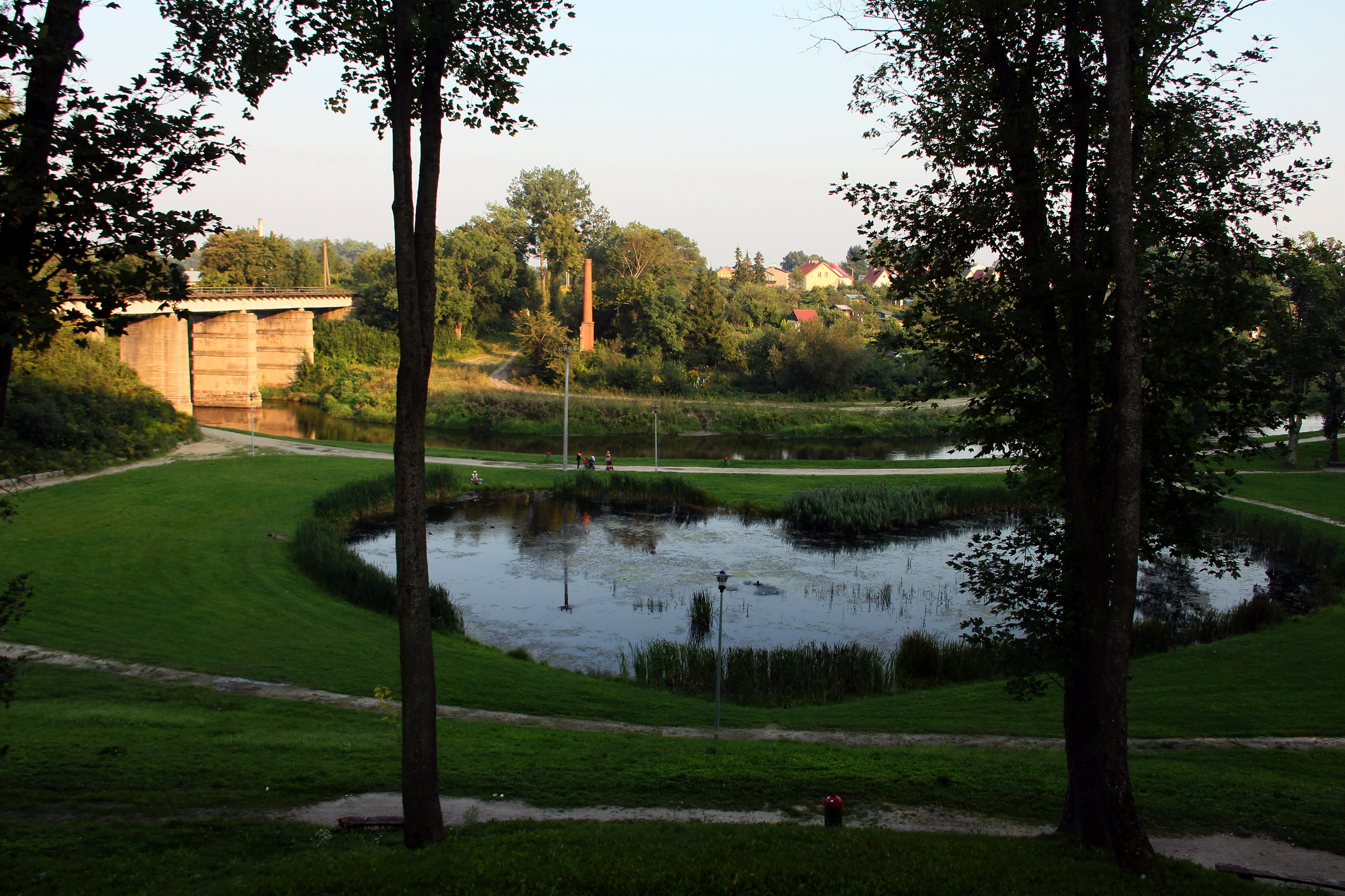
Park

- Park Elizabeth – usytuowany u podnóża Góry Zamkowej. Na terenie parku znajdują się liczne trakty spacerowo-rowerowe oraz, w zakolu Łyny, staw w kształcie serca. Miejsce to jest częściowym odwzorowaniem i kontynuacją przedwojennego parku. Ufundowany został w 1903 roku przez ówczesnego starostę Heinricha von Gottberga dla upamiętnienia swojej zmarłej żony – Elizabeth. Obejmował teren liczący 2,78 ha wraz z nadrzecznymi alejkami, stawem, mostem, obiektami sportowymi i kawiarnią[54].

### Obiekty nieistniejące
- Zamek krzyżacki – jedna z pierwszych twierdz Zakonu Krzyżackiego na terenie Prus. Wzniesiony jako drewniana strażnica w 1240 r.[55] po podbiciu pruskiego plemienia Bartów. Około 1273 r. uległ spaleniu, a nowa budowla prawdopodobnie miała już elementy murowane. Na zamku rezydował prokurator krzyżacki, który podlegał Komturowi z Bałgii. Wokół zamku szybko rozrastało się osiedle i w 1326 r. Dietrich von Altenburg nadał osadzie przywilej lokacyjny – Rosenthal (Dolina Róż). Jednak niespełna 6 lat później 17 lutego 1332 r. lokacja miasta została przeniesiona na prawą stronę Łyny. W lutym 1454[56] r. zbuntowani mieszczanie, którzy przystąpili do Związku Pruskiego zniszczyli zamek. Zamku w pierwotnej bryle już nigdy nie odbudowano. Od 1525 r.[57], rozpoczęto jego odbudowę w dotychczasowych murach z przeznaczeniem na siedzibę starostów książęcych. W 1902 r. wybudowano nową siedzibę starostwa, która spłonęła pod koniec działań wojennych w 1945 r. Aktualnie po zamku nie ma śladu. W 1684 r. bartoszycki zamek został uwieczniony na rycinie Krzysztofa Hartknocha w dziele Alt und Neus Preussen.
- Pomnik wojen pruskich XIX wieku – monument w formie strzelistego obelisku ku czci poległych w wojnach toczonych przez Prusy w XIX w. Stał w miejscu dzisiejszego Ronda Solidarności[58].
- Synagoga – wybudowana w latach 50. XIX wieku.

## Kultura

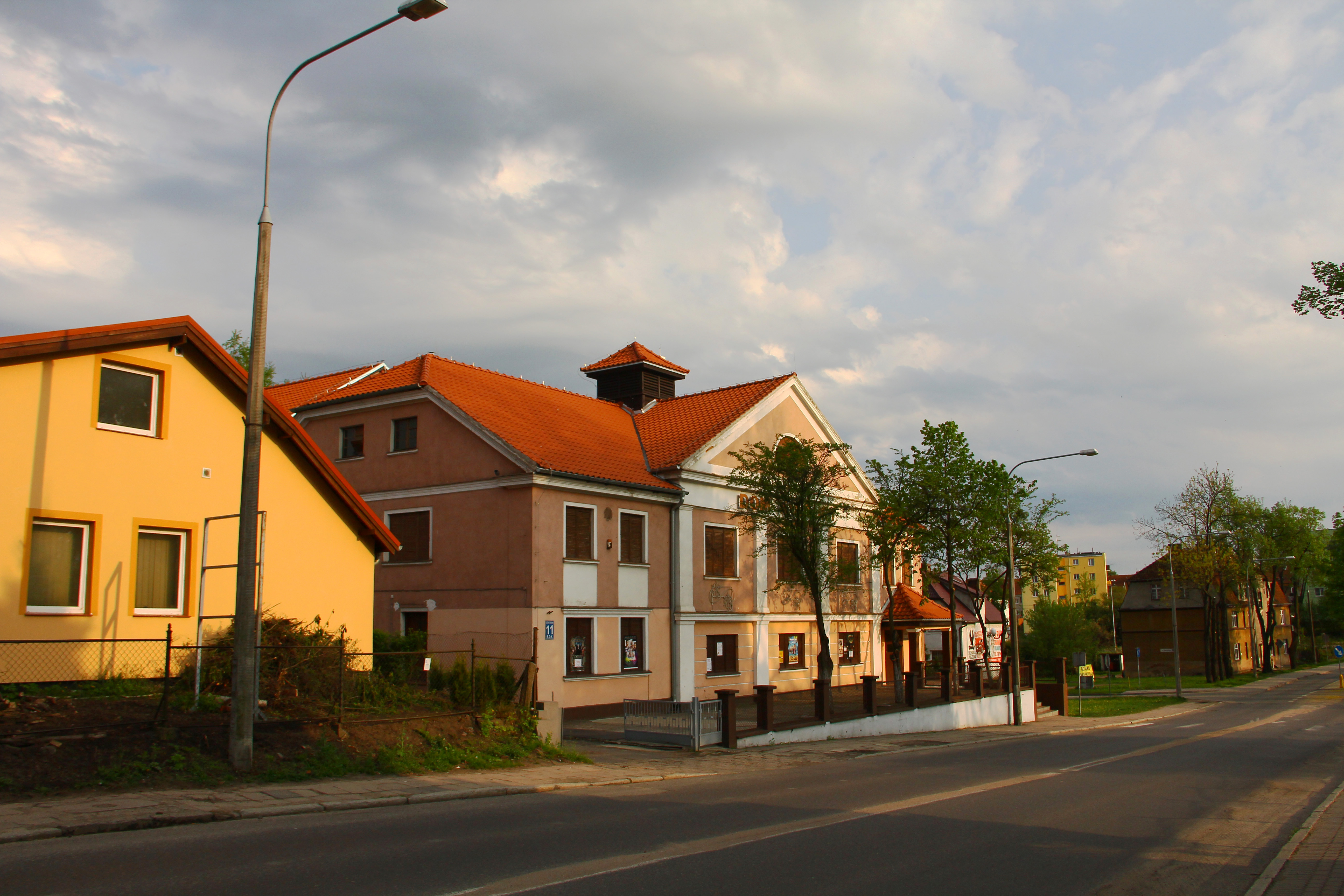
Bartoszycki Dom Kultury

Miasto ma kilka instytucji kulturalnych. Najważniejszą z nich jest Bartoszycki Dom Kultury, który zaspokaja aktualne potrzeby i inicjatywy mieszkańców oraz środowisk kulturalnych. Dysponuje bardzo zróżnicowaną ofertą zajęć oraz licznymi kołami i grupami zainteresowań. Przy BDK-u działa Grupa Literacka Barcja – najstarsza grupa literacka w Polsce. Poza bieżącą działalnością, instytucja ta jest głównym animatorem wydarzeń kulturalnych w mieście.

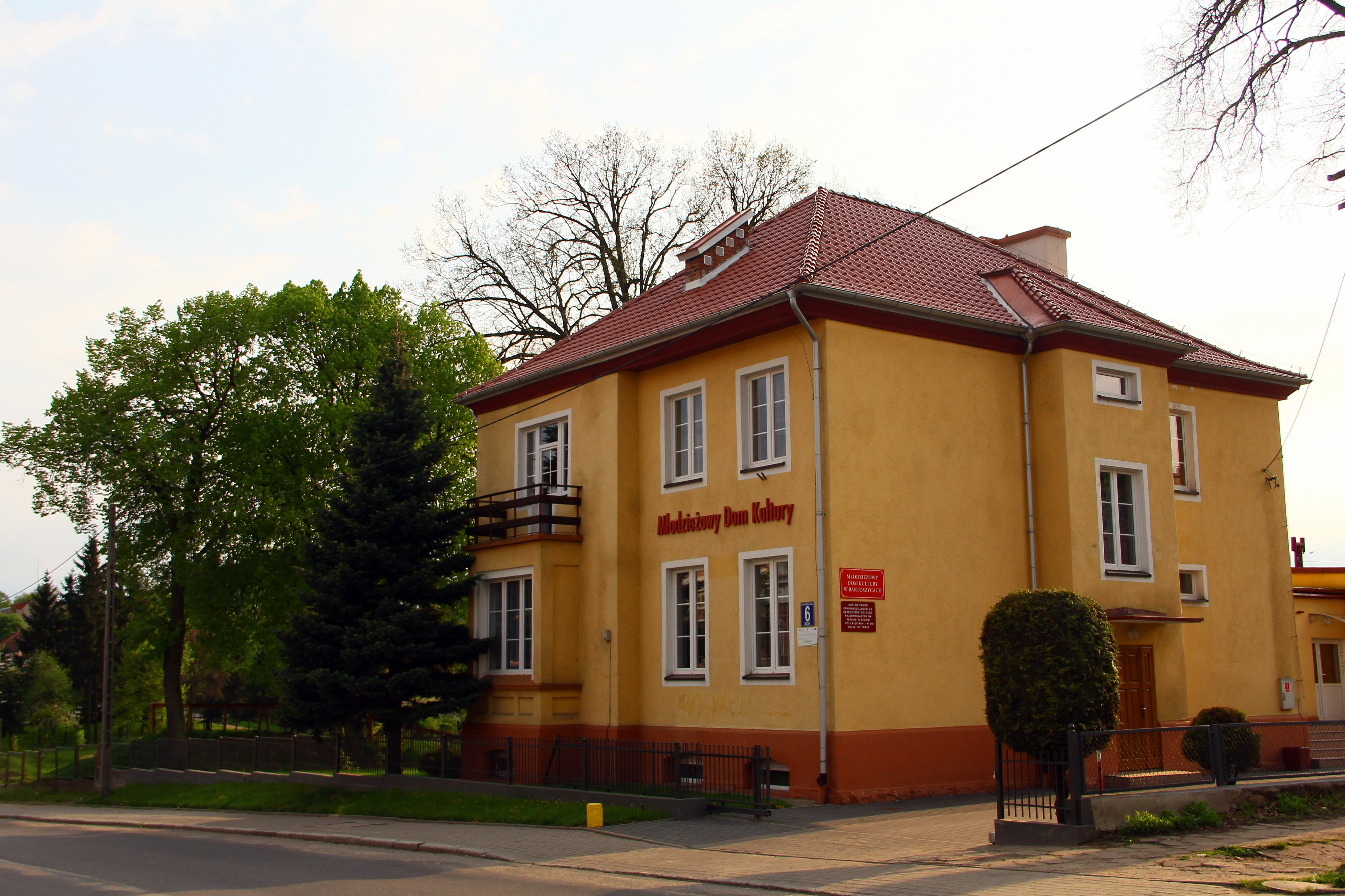
Młodzieżowy Dom Kultury

Młodzieżowy Dom Kultury prowadzi liczne zajęcia skierowane do dzieci i młodzieży Bartoszyc. W jego ramach działają sekcje sportowe, językowe, muzyczno-wokalne, taneczne oraz grupy plastyczne i artystyczne.
W Bartoszycach działa kilka bibliotek, z których największą i najważniejszą jest Miejska Biblioteka Publiczna w Bartoszycach przy ulicy Gen. J.Bema. Jej głównym zadaniem jest zaspokajanie potrzeb czytelniczych mieszkańców oraz upowszechnianie wiedzy i kultury regionu. Stale powiększający się księgozbiór wypożyczalni zawiera 97 995 woluminów, 1250 czasopism oraz 1185 dokumentów elektronicznych i audiowizualnych. Biblioteka gromadzi także bibliografię regionalną Warmii i Mazur z lokalnych gazet i czasopism. Poza oddziałem głównym posiada dodatkowo 2 filie oraz oddział dla dzieci i młodzieży.
Inne biblioteki w mieście to: Warmińsko-Mazurska Biblioteka Pedagogiczna w Elblągu, Filia w Bartoszycach oraz Biblioteka Klubu Garnizonowego.
W Bartoszycach mają swoją siedzibę liczne zespoły i grupy artystyczne, jak: Grupa Literacka Barcja, Teatr Taneczny Ognia Salamandra, Warmińskie Towarzystwo Fotograficzne, Kapela Podwórkowa Barty.
Imprezy i konkursy organizowane w Bartoszycach o zasięgu ponadlokalnym to m.in.: Dni Bartoszyc (Międzynarodowe Dni Regionu Bartoszyce z licznymi koncertami i wydarzeniami kulturalnymi), Wojewódzki Przegląd Teatrów Młodzieżowych Bakcyl, Kaziuki-Wilniuki, koncert Żegnaj Lato na Rock czy Ogólnopolski Przegląd Piosenki Religijnej Exultate Deo.
W mieście prężnie działają również mniejszości narodowe, które organizują liczne imprezy kulturowe i festiwale. Mniejszość ukraińska jest skupiona wokół bartoszyckiego Koła Związku Ukraińców w Polsce oraz Stowarzyszenie Absolwentów, Sympatyków, Przyjaciół Szkoły Zespołu Szkół z Ukraińskim Językiem Nauczania Kałyna, natomiast mniejszość niemiecka w Towarzystwie Społeczno-Kulturalnym Mniejszości Niemieckiej Bartoszyc i okolic.

## Media
W Bartoszycach od 1997 ukazuje się lokalny tygodnik „Goniec Bartoszycki”, który obecnie jest dodatkiem do Gazety Olsztyńskiej i ma profil informacyjny. Wydawane są również: bezpłatny miesięcznik gospodarczo-reklamowy „Twoja Inicjatywa” oraz kwartalnie Bartoszycki Biuletyn Informacyjny „Moje Bartoszyce” wydawany przez Wydział Promocji i Rozwoju Lokalnego. Dodatkowo miasto opisywane jest w Gazecie Olsztyńskiej i codziennym dodatku regionalnym do Gazety Wyborczej – „Gazecie Warmii i Mazur”. W Niemczech natomiast, w formie elektronicznej, od 2007 roku, wydawana jest 3 razy do roku gazeta „Unser Bartenstein”, którą redagują byli mieszkańcy miasta.
W Bartoszycach działają dwie sieci telewizji kablowej. Starszą jest nadająca od 1990 Telewizja Kablowa „Bart-Sat”. Prowadzi ona program lokalny rejestrujący wydarzenia z życia miasta oraz relacjonuje liczne imprezy kulturalne. Drugim operatorem telewizji kablowej jest lokalny oddział sieci kablowej Vectra.
Lokalnym radiem początkowo było nadające od 24 października 2013 Radio Eska Bartoszyce 90,9 MHz.(wcześniej Radio Bartoszyce). Zaprzestało ono działania w 2017 roku. Radio Bartoszyce ponownie wznowiło działalność 4 marca 2024.

## Edukacja i nauka

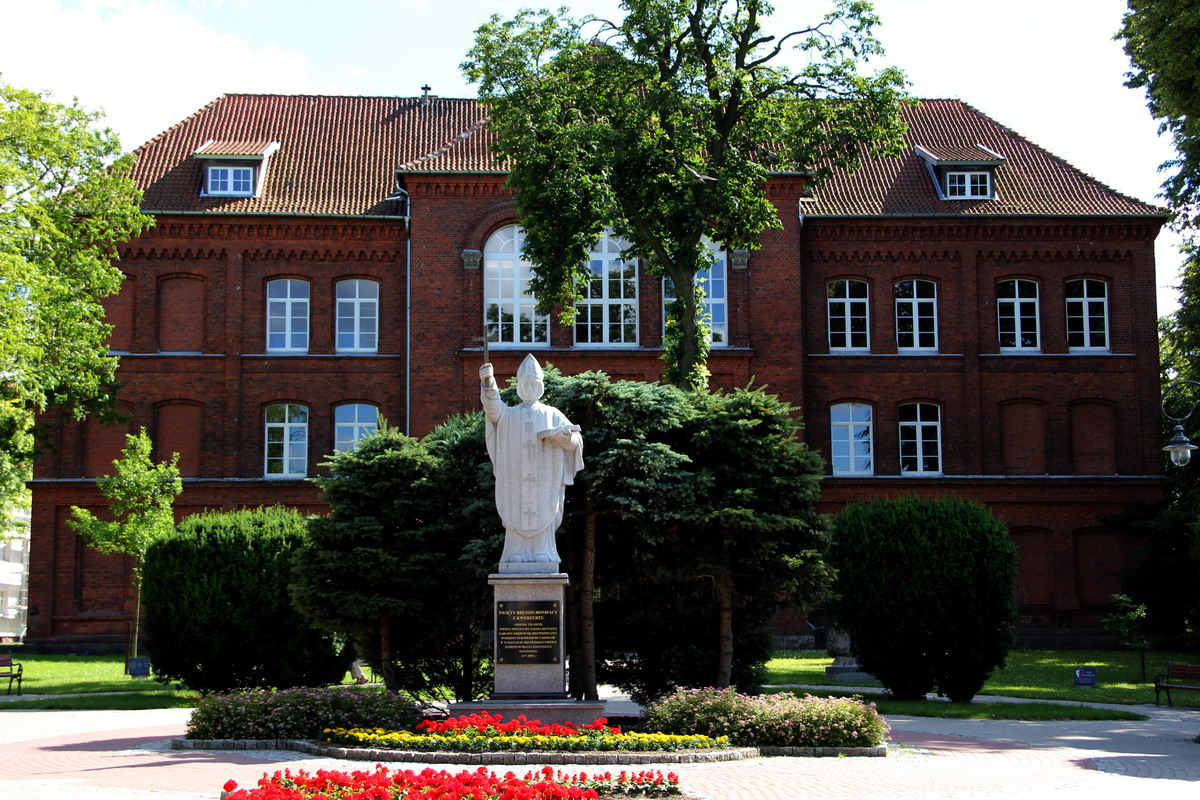
Liceum Ogólnokształcące im. S. Żeromskiego

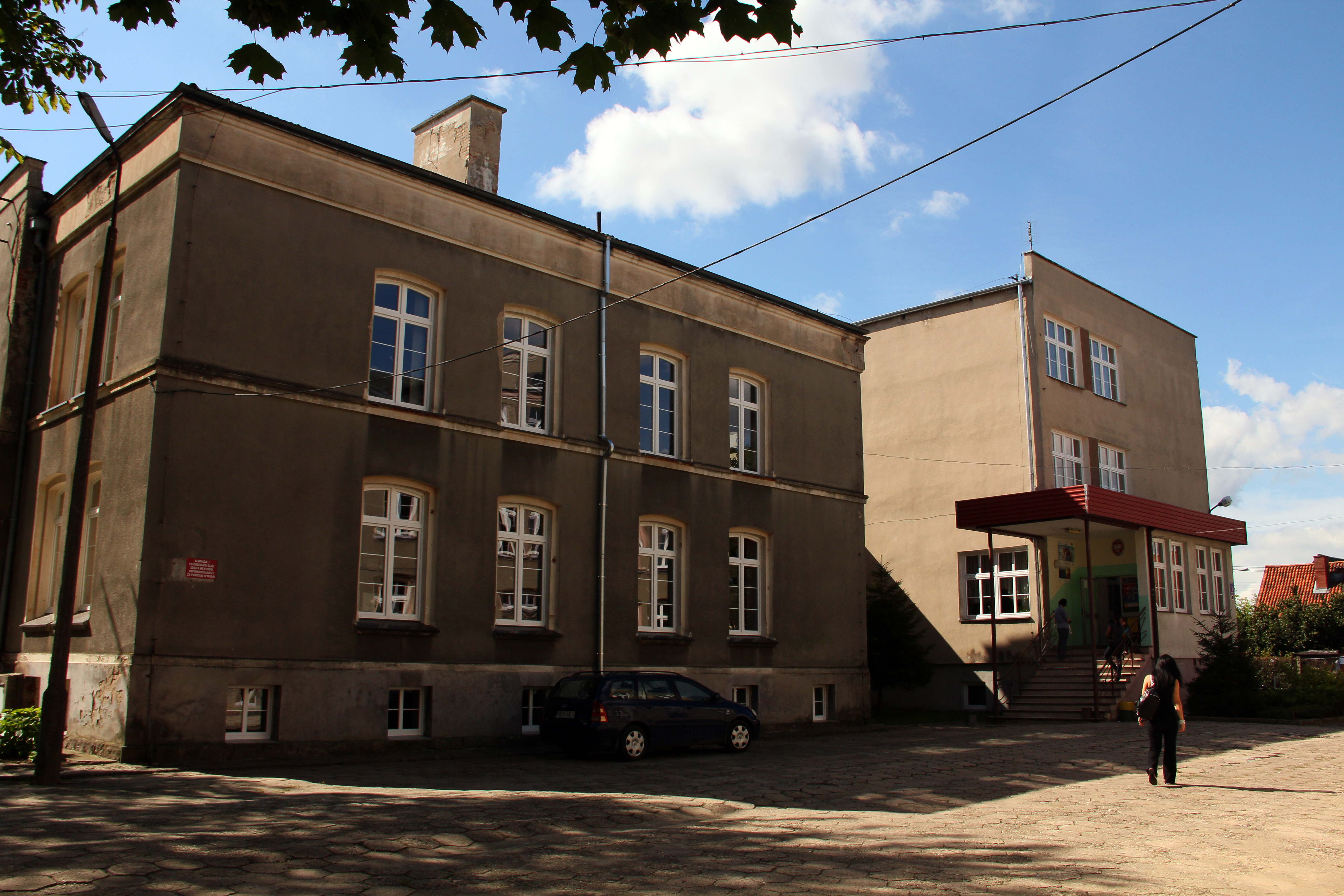
Zespół Szkół Ponadgimnazjalnych nr 2 im. E. Orzeszkowej

Bartoszyce to lokalny ośrodek edukacyjny z szeroko rozwiniętą ofertą edukacyjną na każdym poziomie. Znajduje się tu 6 szkół podstawowych, 4 gimnazja (w tym zespół szkół z ukraińskim językiem nauczania oraz szkoła specjalna), 3 szkoły średnie oraz Uniwersytet Trzeciego Wieku i zamiejscowa sala wykładowa uczelni wyższej. Dodatkowo są tu 4 przedszkola publiczne (w tym 1 integracyjne) i 1 przedszkole niepubliczne.
Lista szkół znajdujących się w Bartoszycach
Szkoły średnie i wyższe:
- Liceum Ogólnokształcące im. Stefana Żeromskiego
- Zespół Szkół Ponadgimnazjalnych nr 1 im. Kresowiaków
- Zespół Szkół Ponadgimnazjalnych nr 2 im. Elizy Orzeszkowej
- Bartoszycki Uniwersytet Trzeciego Wieku[64]
- Wyższa Szkoła Bezpieczeństwa w Poznaniu, Wydział Nauk Społecznych w Bartoszycach[65]

Poza uczelniami wyższymi, szkołami i przedszkolami w Bartoszycach znajdują się: Poradnia Psychologiczno-Pedagogiczna, Dom dziecka, Warmińsko-Mazurskie Centrum Doskonalenia Zawodowego – Centrum Kształcenia Dorosłych, Ośrodek Szkolenia Ustawicznego i Kursów Zawodowych, 2 internaty oraz szkoły językowe.

## Turystyka

### Baza noclegowa
Bartoszyce dysponują szeroką ofert hoteli o zróżnicowanym standardzie, które są zlokalizowane zarówno w centrum miasta, jego obrzeżach, jak i nieznacznej odległości od jego granic.
- Hotel Astra o standardzie jednej gwiazdki położony jest przy ulicy Kowali w zabytkowej części miasta (22 miejsca).
- Hotel Bartis znajduje się w narożniku Rynku Starego Miasta w zabytkowej XIX w. secesyjnej kamienicy. Posiada 3 gwiazdki (46 pokoi i apartamentów wraz z kompleksem rekreacyjnym i basenem[66]).
- Hotel Biały Książę 1861 znajduje się w dawnym pałacu w podbartoszyckiej Osiece (45 miejsc[67]).
- Hotel Dworek Dębówko zlokalizowany jest w XIX w. zespole dworsko-parkowym 1 km od Bartoszyc. Posiada 2 gwiazdki (dysponuje 50 miejscami[68]).
- Hotel Garnizonowy (30 miejsc)
- Hotel Lux (38 miejsc)
- Hotel Pimebud (20 miejsc) – nie istnieje
- Hotel Stodoła zlokalizowany na piętrze restauracji Stodoła w zabytkowym miejskim spichlerzu.
- Hotel Spichlerz usytuowany w zabytkowym spichlerzu w centrum miasta (15 miejsc).
- Hotel Wikola (20 miejsc)
- Motel Stacja Benzynowa Pami (8 miejsc)
- Motel Stacja Paliw Rafinerii Gdańskiej (5 miejsc)
- Motel Stacja Paliw Milo – kierunek do granicy (15 miejsc)

Poza hotelami, w Bartoszycach i okolicach bardzo dobrze rozwinięta jest sieć rodzinnych gospodarstw agroturystycznych.
Według danych GUS w tylko 3 obiektach z bartoszyckiej bazy noclegowej w 2005 r. korzystało 4980 osób, natomiast w 2006 r. 3639 osób.

## Religia

### Religia przed 1945

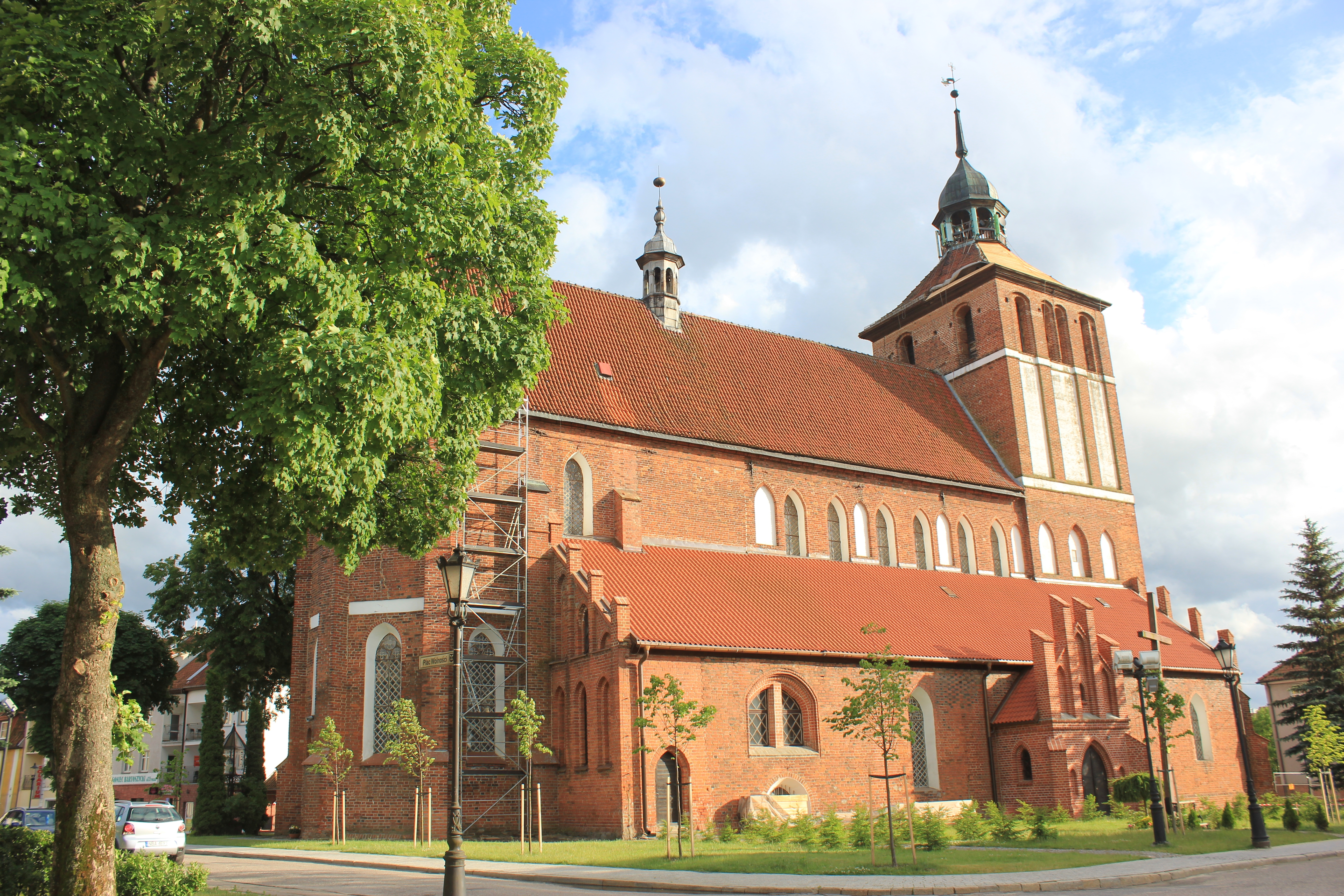
Kościół św. Jana Ewangelisty i Matki Boskiej Częstochowskiej

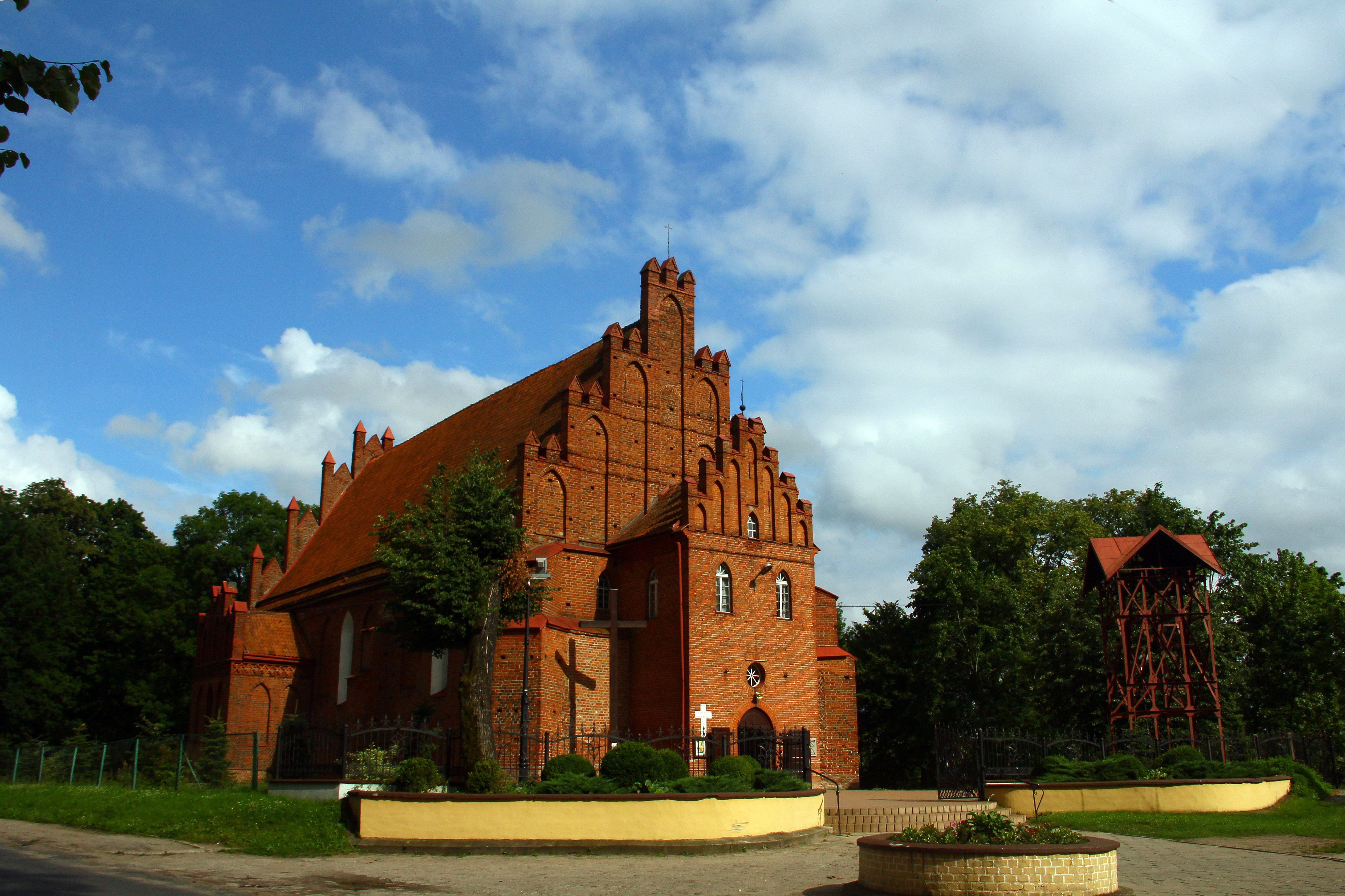
Kościół św. Jana Chrzciciela (XV w.)

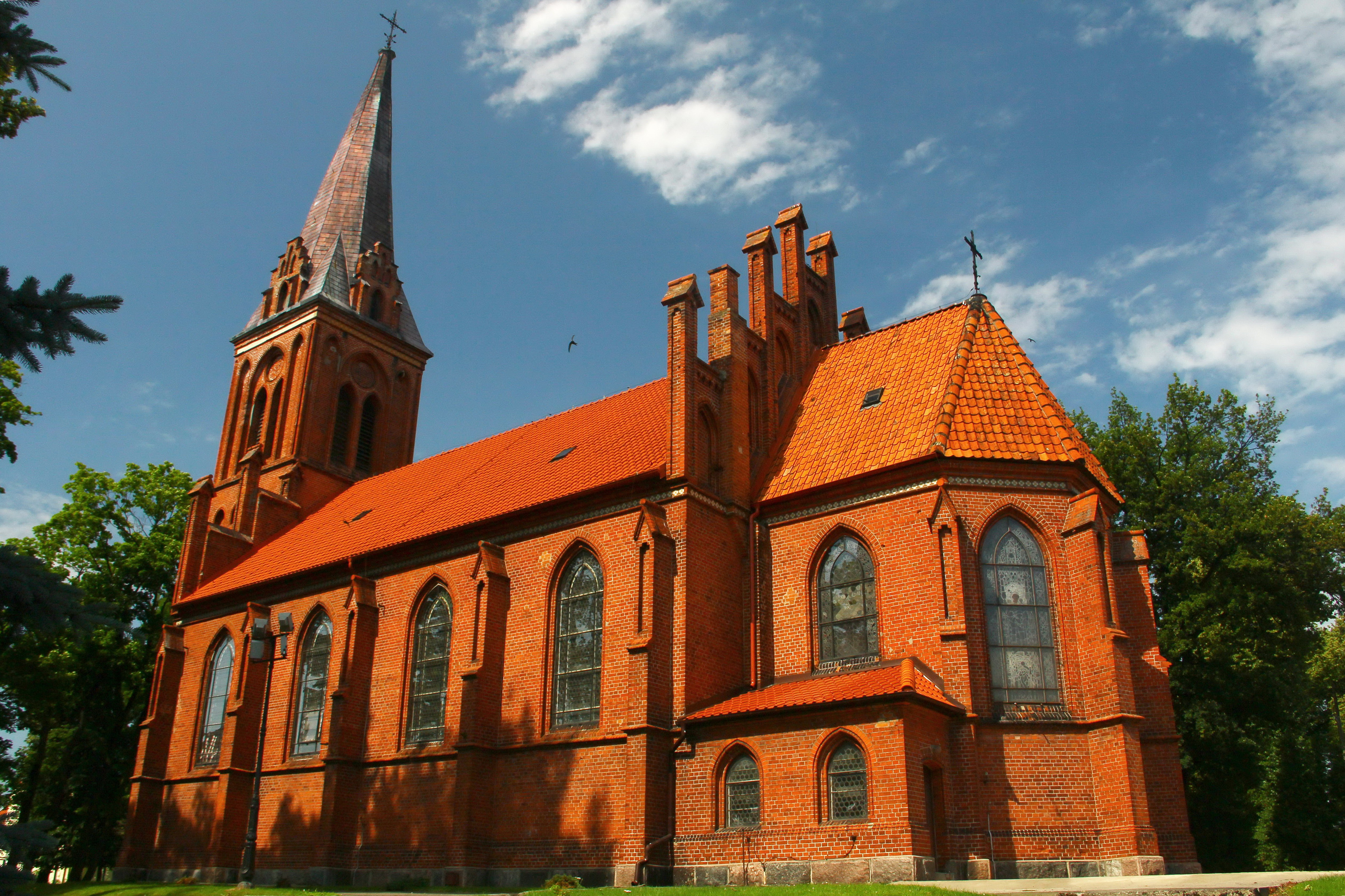
Sanktuarium św. Brunona Bonifacego z Kwerfurtu

Początkowo na terenie Prus nieudaną działalność misyjną prowadził św. Wojciech, a w XIII wieku cystersi z klasztoru w Łeknie w Wielkopolsce.
Po kolejnych nieudanych próbach ewangelizacji tych terenów podjął się Zakon Krzyżacki. Pod jego rządami Bartoszyce stały się katolickim miastem i tak przetrwały do okresu Reformacji. W efekcie sekularyzacji Państwa Krzyżackiego w 1525 w miejsce katolickiej parafii w Bartoszycach powstała parafia ewangelicka. Następnie w 1562 wydano zarządzenie o przeprowadzaniu kazań w języku niemieckim za pośrednictwem tłumacza, a co drugą niedzielę w języku polskim. Z nabożeństw odprawianych w języku polskim zrezygnował dopiero pastor J. Siegelmann, który osiadł w Bartoszycach w 1872. Przez wieki katolicy aż do 1945 stanowią jedynie kilka procent społeczności miasta. Według dostępnych danych z 1890 na 6442 mieszkańców jedynie 265 było katolikami, 65 Żydami, a reszta ewangelikami.
Aż do końca XIX ta niewielka społeczność katolicka nie dysponowała nawet własnym kościołem, a pierwszą, od czasów zakazu, mszę katolicką w mieście odprawił w 1872, dojeżdżający z Kętrzyna ks. Władysław Lehmann. Jednak bartoszyccy wierni dzięki pomocy i staraniom kurii biskupiej we Fromborku oraz Związku św. Wojciecha (Adalbertusverein), a następnie św. Bonifacego i św. Wojciecha (Bonifatius-Adalbertusverein) doprowadzili do powstania nowej parafii. Była to jedna z pierwszych, poza Warmią, katolickich parafii w Prusach Wschodnich. Część pieniędzy na wykup ziemi pod kościół pochodziła od wiernych z Nadrenii, oraz składek z kościołów diecezji warmińskiej. Grunt wykupiono już w 1880, a sam kościół ukończono w 1883, a jako patrona nadano św. Brunona. Jego konsekracji, 10 września 1889, dokonał ks. bp AndreasThiel.
Drugą świątynią wzniesioną w końcu XIX w. w mieście był zbór baptystów. Pierwszy chrzest odbył się tam 7 czerwca 1896 r. Zbór zajmował budynek, w którym dzisiaj mieści się Bartoszycki Dom Kultury.
W Bartoszycach działała także społeczność żydowska, która według dostępnych danych pojawiła się w mieście w latach 1737–1753. W 1890 ich liczebność wynosiła 65, w 1921 utrzymywała się na poziomie 61, natomiast w końcu lat 30. gwałtownie zmalała. Przy ul. Bema, funkcjonował założony w 1820 cmentarz żydowski o powierzchni 0,15 h. Ostatni pogrzeb miał na nim miejsce w 1939.
W 1912 parafia ewangelicka w mieście liczyła 8000 wiernych, a ostatnie dane sprzed wojny z 1939 mówią już o 11 268 mieszkańcach miasta, wśród których jest 10 030 protestantów (517 baptystów), 838 katolików, 159 innych chrześcijan i 11 żydów.

### Religia po 1945

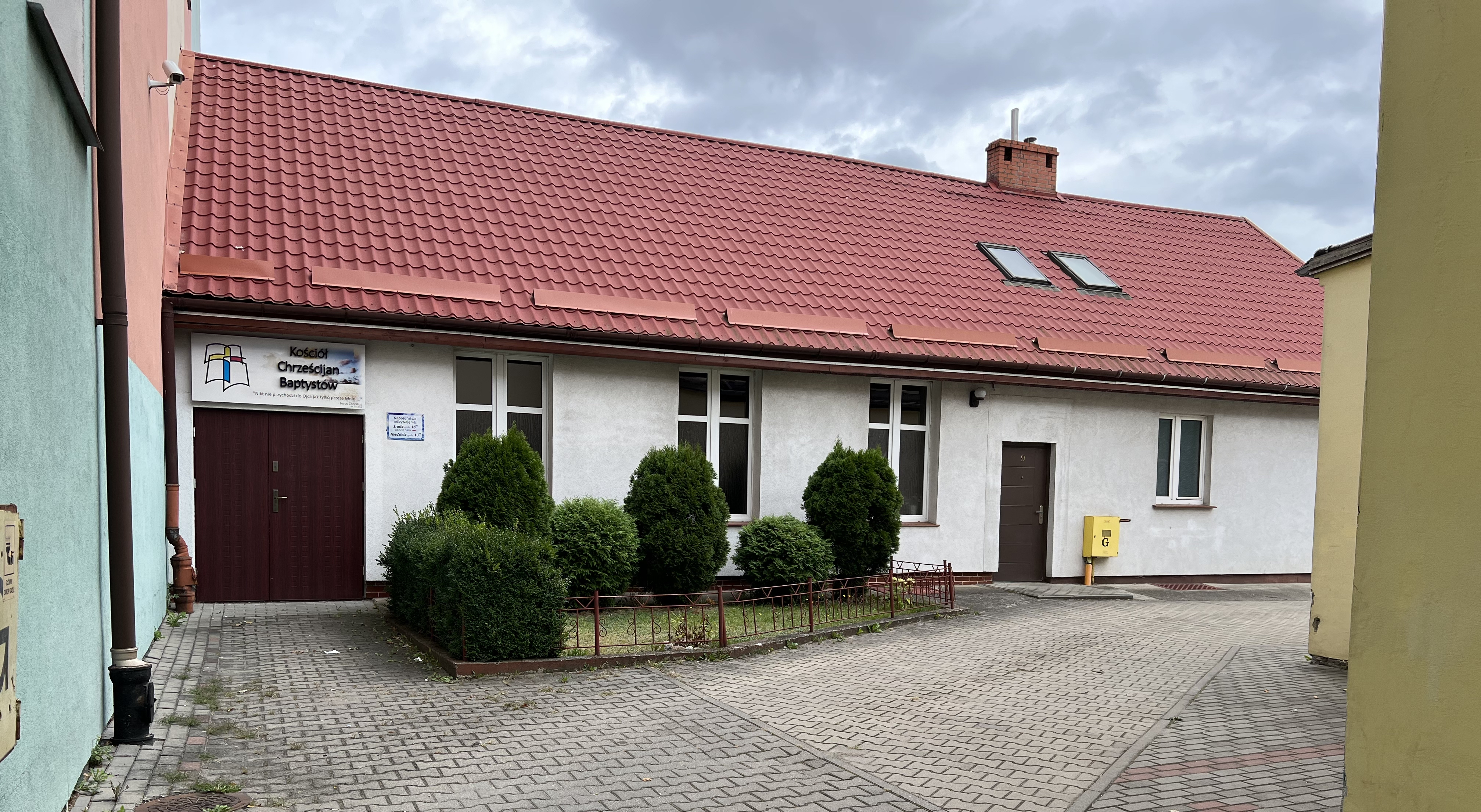
Kościół Chrześcijan Baptystów

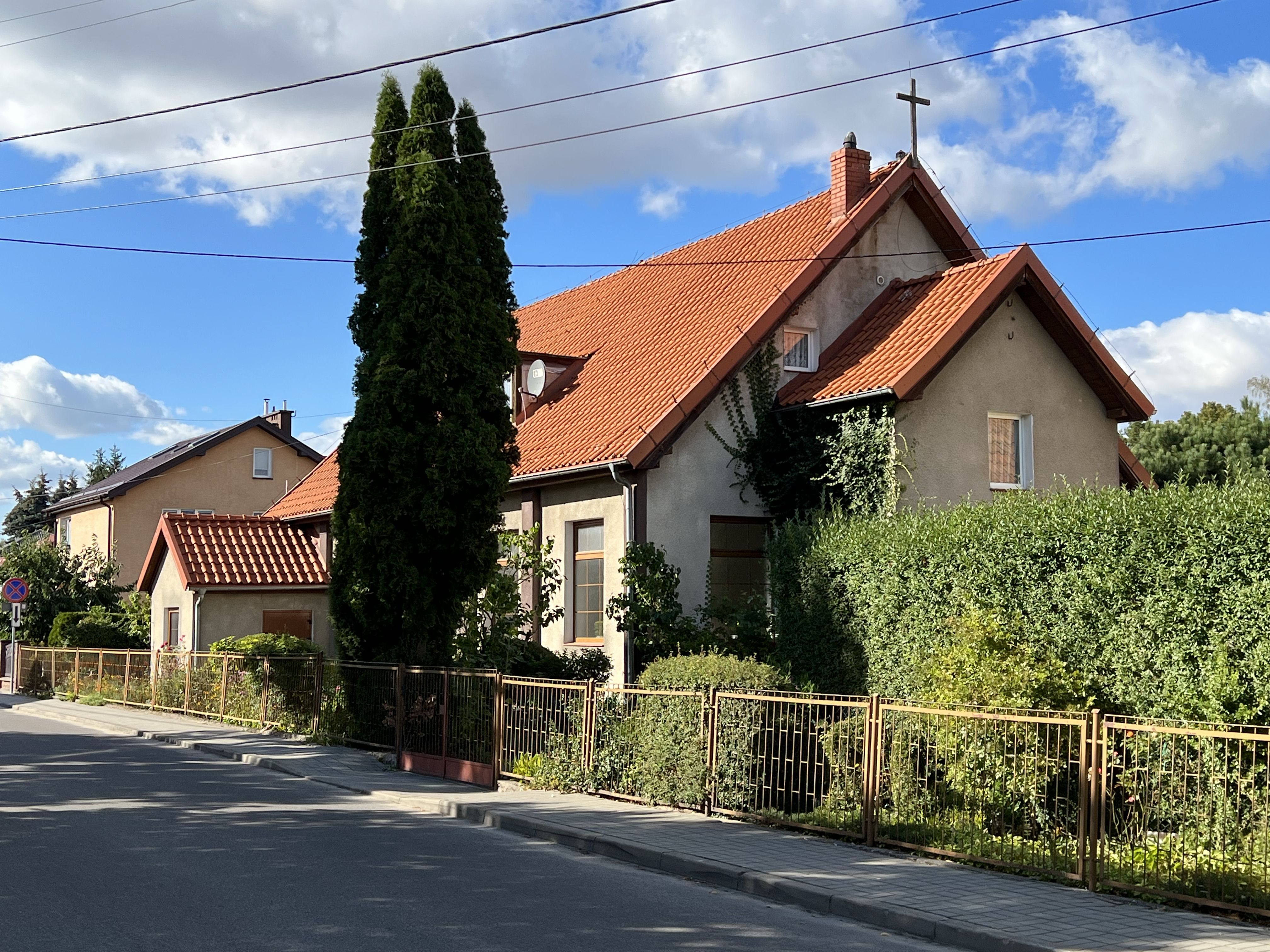
Kaplica ewangelicka

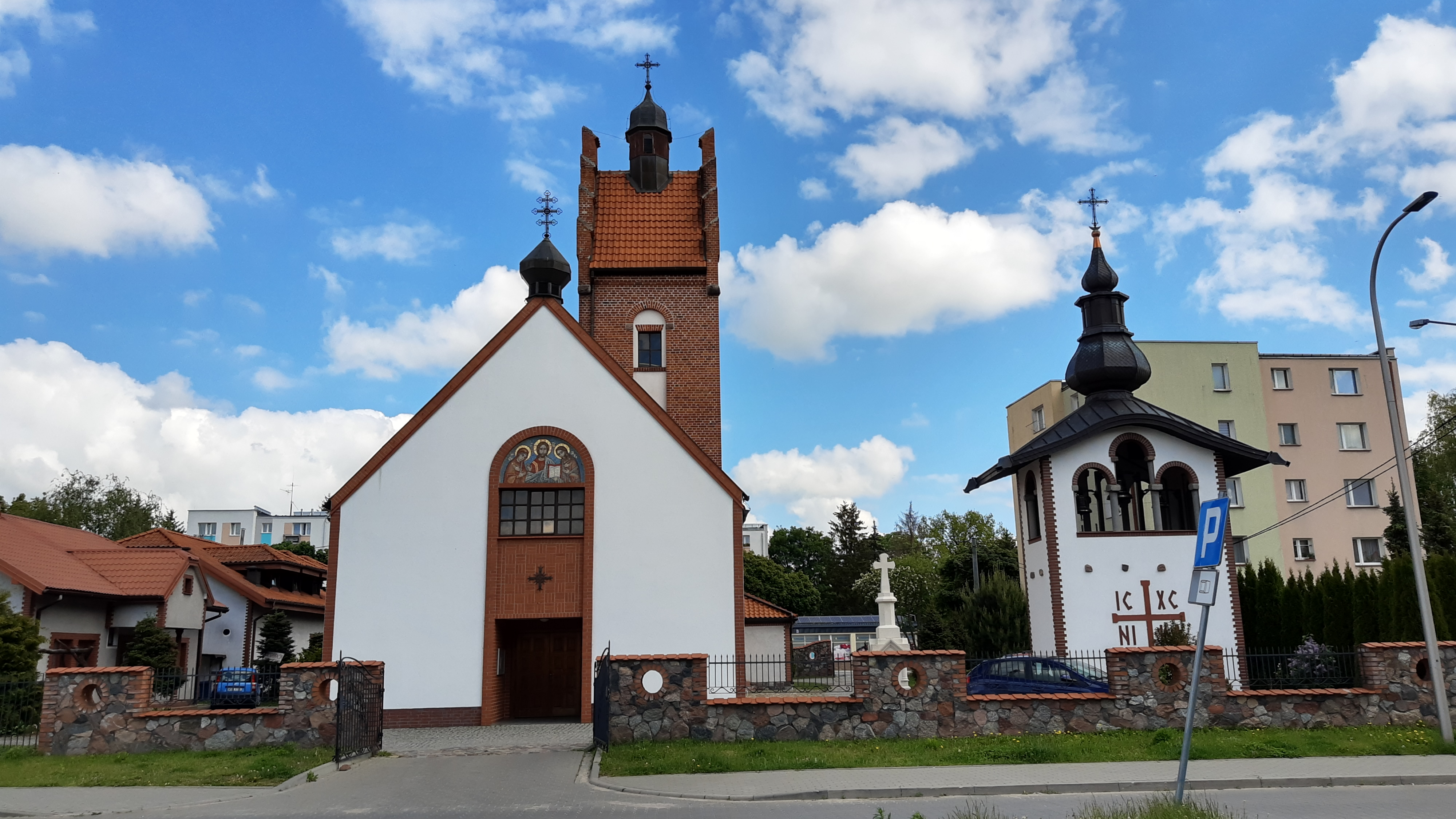
Cerkiew greckokatolicka św. Andrzeja Apostoła

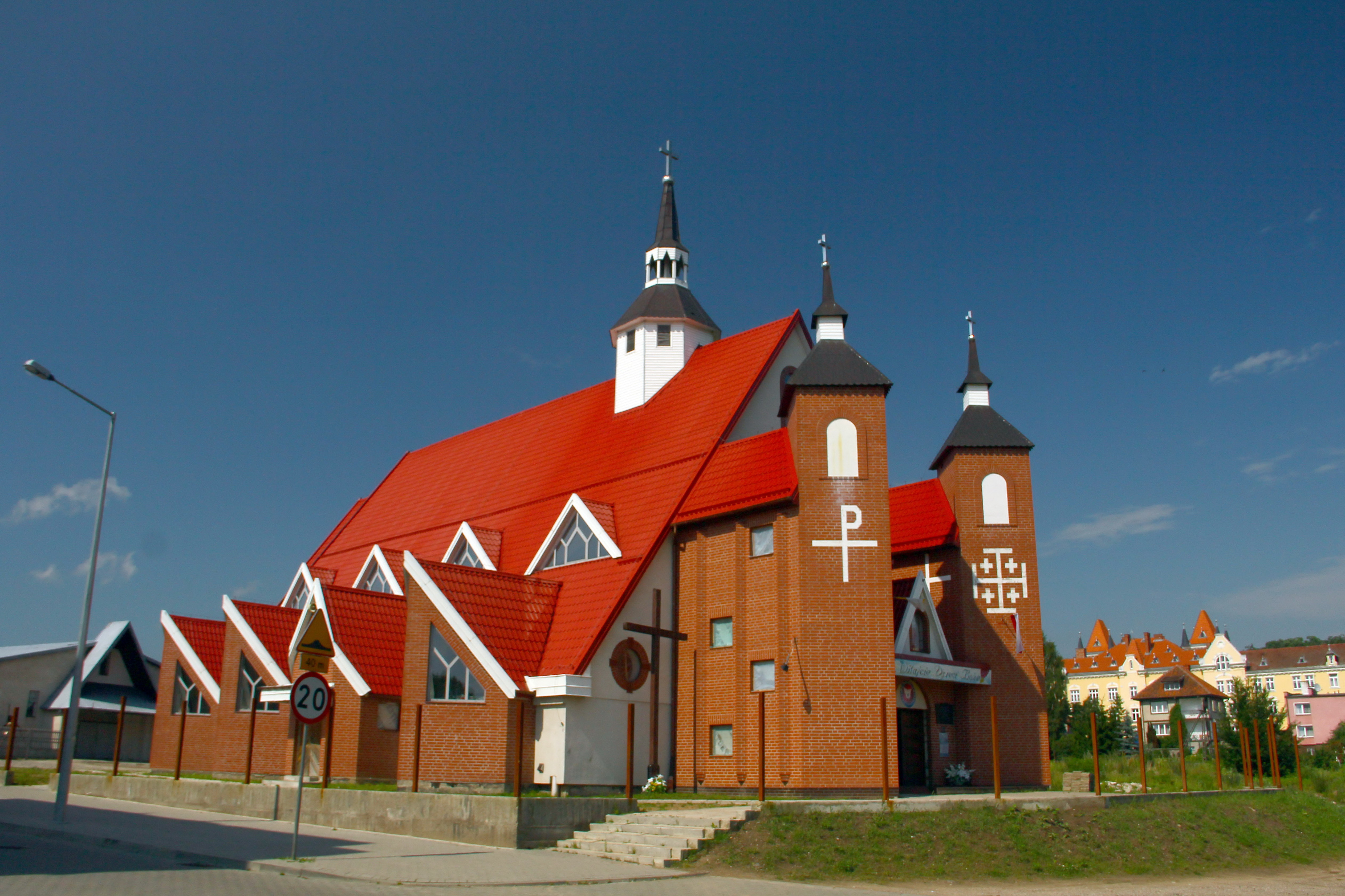
Kościół rzymskokatolicki św. Brata Alberta

W 1945 r. Bartoszyce znalazły się po polskiej części podzielonych Prus Wschodnich. Od tej pory struktura ludności zarówno pod względem narodowościowym, jak i religijnym odmieniła się diametralnie. Rdzenni Niemcy, z różnych powodów, zaczęli masowo opuszczać te tereny. Pozostałych sukcesywnie wysiedlano, bądź siłą weryfikowano i nadawano obywatelstwo polskie. W efekcie w mieście pozostała tylko niewielka część przedwojennej społeczności Bartoszyc.
Ewangelicy zostali pozbawieni miejsca kultu na skutek zniszczenia kościoła św. Jana Ewangelisty i odebrania im kościoła św. Jana Chrzciciela. W związku tym do listopada 1948 nabożeństwa ewangelickie odbywały się w kaplicy należącej do zboru baptystycznego, a następnie przeniesiono ich prowadzenie do mieszkania prywatnego. W 1958 zbór ewangelicki ostatecznie uzyskał potwierdzenie prawa do użytkowania kaplicy przy ul. Witosa 12.
Wraz z odpływem rdzennej ewangelickiej ludności, do miasta przybywało wielu nowych osadników z Polski centralnej oraz Wileńszczyzny, w których silnie zakorzeniona była tradycja katolicka. Liczba katolików szybko rosła i już w 1946 r. zaczęli korzystać z wcześniej służącego ewangelikom kościoła św.Jan Chrzciciela. Nieco później, bo w 1959 odbudowano i zaadaptowano inny protestancki kościół – św. Jana Ewangelisty. Aż do lat 70. wszystkie kościoły w mieście podlegały parafii św. Brunona, lecz w 1973 i 1974 dokonano podziału i odłączono kolejno parafie św. Jana Chrzciciela i św. Jana Ewangelisty i Matki Boskiej Częstochowskiej. Ostatniego podziału dekanatu Bartoszyce na terenie miasta dokonano w 1990 r. przez powołanie parafii św. Brata Alberta na nowo powstałym i stale rozrastającym się osiedlu.
W 1947 w ramach Akcji Wisła teren Bartoszyc i okolic uznano za teren osiedleńczy i przesiedlono tu wielu ukraińskich grekokatolików. Do końca lat 70. odmawiano im prawa czczenia własnej religii. Ta kilkusetosobowa społeczność bardzo długo nie posiadała na terenie miasta własnej świątyni i korzystała potajemnie z kościoła św. Brunona. Ich napływ do miasta z okolic znacznie zwiększył się wraz z budową nowych osiedli w latach 80. W 1982 biskup Jan Obłąk na prośbę wiernych obrządku greckokatolickiego wydał oficjalny dekret o zgodzie na sprawowanie kultu w kościele św. Brunona, a patronem parafii obrano św. Andrzeja Apostoła. Po kilkunastu latach i negocjacjach z burmistrzem miasta Bartoszyce w 1996 za pieniądze pochodzące ze składek od parafian zakupiono stary budynek straży pożarnej. Po przeprowadzeniu remontu i pracach adaptacyjnych 27 czerwca 1998 roku odbyła się pierwsza msza w nowo powstałej cerkwi.
Po II wojnie światowej Świadkowie Jehowy podjęli działalność kaznodziejską na terenie miasta. Wykorzystywany od 1989 roku obiekt przy ul. Mrongowiusza okazał się zbyt mały. W styczniu 2020 roku powstała nowa Sala Królestwa przy ulicy Armii Krajowej 23. W Bartoszycach funkcjonują dwa zbory Świadków Jehowy liczące w 2020 około 140 głosicieli.

### Instytucje wyznaniowe w XXI wieku
Aktualnie na terenie miasta działalność religijną prowadzą:
- Kościół Chrześcijan Baptystów:
  - zbór w Bartoszycach[80]
- Kościół Ewangelicko-Augsburski w RP:
  - filiał Bartoszyce parafii ewangelicko-augsburskiej w Kętrzynie[81]
- Kościół greckokatolicki (Dekanat olsztyński):
  - parafia św. Andrzeja Apostoła (cerkiew św. Andrzeja Apostoła)[82]
- Kościół rzymskokatolicki (Dekanat Bartoszyce):
  - parafia św. Brunona (kościół św. Brunona)[83]
  - parafia św. Jana Ewangelisty i Matki Bożej Częstochowskiej (kościół św. Jana Ewangelisty i Matki Boskiej Częstochowskiej)[84]
  - parafia św. Jana Chrzciciela (kościół św. Jana Chrzciciela)[85]
  - parafia św. Brata Alberta[86]
  - parafia wojskowa św. Jana XXIII Papieża[87]
- Kościół Zielonoświątkowy:
  - Zbór Jezusa Chrystusa[88]
- Zbór Ewangeliczny w Bartoszycach „Zbawienie w Chrystusie”[89]
- Świadkowie Jehowy:
  - zbór Bartoszyce-Centrum[90]
  - zbór Bartoszyce-Nad Łyną (Sala Królestwa ul. Armii Krajowej 23)[91][90]

## Sport i rekreacja
W Bartoszycach swą siedzibę ma klub piłkarski Victoria Bartoszyce (Miejski Klub Sportowy Victoria Bartoszyce), założony w 1952. Klub aktualnie występuje w klasie okręgowej, w I grupie warmińsko-mazurskiej. W sezonie 1967/1968 Victoria występowała w III grupie ówczesnej III ligi polskiej. Swoje mecze rozgrywa na Stadionie Miejskim im. Kazimierza Górskiego przy ul.Sportowej w Bartoszycach. Stadion ma pojemność 2500 miejsc siedzących i wymiary 105 × 67 m. Jest też popularną bazą treningową i przygotowawczą dla innych drużyn.

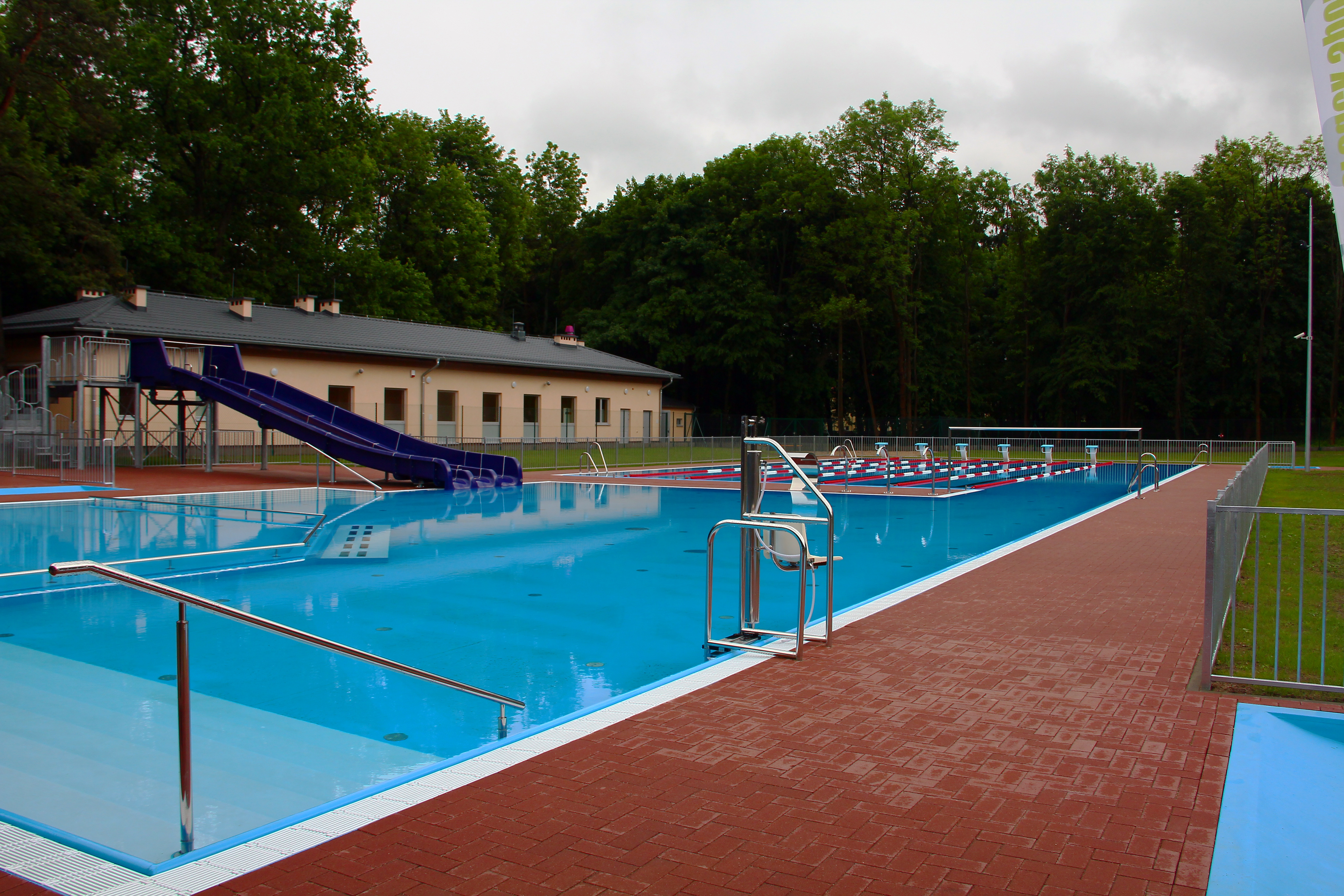
Odkryty basen kąpielowy

W 2009 powołano do życia Bartoszycki Ośrodek Sportu i Rekreacji jako jednostkę organizacyjną Gminy Miejskiej Bartoszyce, która opiekuje się częścią miejskich obiektów sportowo-rekreacyjnych. Należy do nich wspomniany Stadion Miejski, boiska treningowo-rekreacyjne Wembley przy ul. Korczaka oraz funkcjonujący sezonowo, w okresie letnim, odkryty basen kąpielowy przy ul. Limanowskiego 18. Przy basenie znajdują się boiska do siatkówki plażowej oraz koszykówki. Ponadto BOSiR opiekuje się również kąpieliskiem miejskim wraz z molo i infrastrukturą sportowo-techniczną nad jeziorkiem miejskim tzw. Mleczarskim. W mieście funkcjonuje także kryty basen pływacki w Centrum Rekreacyjnym Hotelu Bartis.
W 2009 na terenie jednego z parków w centrum Bartoszyc wybudowano tor do wyczynowej jazdy na rowerze. Ponadto od 2007 na Górze Zamkowej corocznie odbywa się Ogólnopolski Wyścig Kolarski MTB o Puchar Burmistrza Miasta Bartoszyce. W mieście znajduje się także kilka klubów kolarstwa górskiego: MTB Peletonik, UKS Przyjaźń, Rant. W ostatnim czasie Bartoszyce zyskały także kilkukilometrową, oznakowaną i wydzieloną z chodnika drogę rowerową wzdłuż ul. Bema. Ponadto przez miasto będzie przebiegać szlak Międzynarodowej Trasy Rowerowej. Będzie to najdłuższa, biegnąca przez 5 województw, polska droga rowerowa budowana w ramach działania V.2. Trasy Rowerowe Programu Operacyjnego Rozwój Polski Wschodniej.
W mieście działa Stowarzyszenie „Ożywić Łynę”, które aktywnie wspiera działania mające na celu rozwój w celach rekreacyjnych rzeki Łyny i jej okolic. Jego członkowie organizują zawody kajakowe, zawody spływ na byle czym, coroczny Spływ Kajakowy im. Jana Pawła II, budują stanice kajakowe (m.in. przy ul. Prusa) oraz lobbują na rzecz traktów rowerowych i spacerowych wzdłuż rzeki.
W podbartoszyckim Falczewie znajduje się tor motocrossowy, na którym corocznie, w kilku klasach, odbywa się jedna z rund Pucharu Polski. Wydarzenie to jest organizowane przez lokalny Klub Motocyklowy Wiraż.
Ponadto obiektami sportowymi miasta są: lasek miejski TPD i Park Elizabeth wraz z licznymi traktami spacerowymi oraz obiekty sportowo-rekreacyjne i sale sportowe przy szkołach.
Na sportowej arenie Bartoszyc działają również kluby sztuk walki, które zrzeszają wielu adeptów karate kyokushin, taekwon-do i kickboxingu. Zawodnicy tych klubów osiągają sukcesy na arenach krajowych i europejskich. Najważniejsze sukcesy to medale Pucharu Europy w Taekwon-do, Otwartych Mistrzostw Austrii w Karate Kyokushin, Otwartych Mistrzostw Słowacji w Taekwon-do oraz medale Mistrzostw Polski Seniorów i Juniorów w taekwon-do i karate kyokushin.
Poza wspomnianymi klubami w Bartoszycach istnieje jeszcze kilka innych klubów sportowych, jak np. uczniowskie kluby sportowe Jedynka i Olimp, PPTK Klub Żeglarski Bartek, Klub Szachowy Budowlani, Bartoszyckie Stowarzyszenie Brydża Sportowego, Bartoszycka Szkoła Taekwon-do, Akademia Ruchu, Warmińsko-Mazurskie Towarzystwo Ringo czy Klub Sportowy Kyokushin

## Gospodarka
Po przemianach w 1989 i kryzysie w handlu z republikami byłego Związku Radzieckiego zamknięte zostało kolejowe przejście graniczne w pobliskim Głomnie. Dzisiaj rozwój gospodarczy miasta związany jest z położeniem blisko przejścia granicznego w Bezledach i drogi krajowej nr 51 oraz dobrze rozwiniętym zapleczem turystycznym. Na terenie miasta znajduje się również filia Warmińsko-Mazurskiej Specjalnej Strefy Ekonomicznej. Od paru lat Bartoszyce uzyskują tytuł Gminy Fair Play, który jest przyznawany gminom za wysoką jakość obsługi inwestycji.
Liczba podmiotów gospodarki narodowej w Bartoszycach prowadzących działalność gospodarczą wynosi 1831 z czego 1454 należy do osób fizycznych, a 63 do sfery publicznej.
Największymi zakładami produkcyjnymi w mieście są przedsiębiorstwa z branży meblowej, drzewiarskiej i odzieżowej. Należą do nich: MM International (produkcja mebli), Mazur-Look International (produkcja mebli), Przedsiębiorstwo Produkcyjne Infinity Group (produkcja odzieży), Stalmot (produkcja okuć meblowych), Przedsiębiorstwo Produkcyjno-Handlowe Morena (produkcja odzieży).

## Infrastruktura

### Bezpieczeństwo
Miasto Bartoszyce posiada nowoczesne i dobrze wyposażone bazy służb odpowiedzialnych za bezpieczeństwo na terenie miasta i okolic. Jednostką odpowiedzialną za zarządzanie kryzysowe na terenie miasta jest Inspektorat Obrony Cywilnej i Zarządzania Kryzysowego Urzędu Miasta w Bartoszycach, który skupia wszystkie służby odpowiedzialne za bezpieczeństwo oraz jednostki samorządu lokalnego. Inspektorat prowadzi również Miejski Zespół Reagowania, którego zadaniem jest zbieranie i rejestrowanie informacji o specjalnych zdarzeniach na terenie miasta. Jako jednostka dyżurna Miejskiego Zespołu Reagowania, działa całodobowo, Powiatowe Centrum Dyspozycyjno-Alarmowe przy Jednostce Ratowniczo-Gaśniczej Państwowej Straży Pożarnej, które koordynuje działania ratownicze.
W zakresie ochrony przeciwpożarowej, klęsk żywiołowych oraz innych miejscowych zagrożeń w mieście działa Jednostka Ratowniczo-Gaśnicza przy Komendzie Powiatowej Państwowej Straży Pożarnej.
W Bartoszycach mieści się również Komenda Powiatowa Policji obejmująca swoim zasięgiem teren całego powiatu. Stan etatowy KPP Bartoszyce wynosi 126 policjantów i policjantek, którzy dysponują prawie 30 pojazdami. Teren miasta został dodatkowo podzielony pomiędzy 5 dzielnicowych. Bartoszyce posiadają również Straż Miejską.
Cały teren zarówno miasta, jak i gminy Bartoszyce znajduje się w strefie nadgranicznej w związku z czym Straż Graniczna RP dysponuje, na tym obszarze, specjalnymi kompetencjami w zakresie bezpieczeństwa. W Bartoszycach znajduje się strażnica Warmińsko-Mazurskiego Oddziału Straży Granicznej.
Bartoszyce posiadają Sąd Rejonowy przy ul. Warszawskiej 3, który obsługuje miasta i gminy powiatu bartoszyckiego we właściwych sprawach dla 5 głównych wydziałów sądu.
W mieście znajduje się jednostka organizacyjna Służby Więziennej – Areszt Śledczy Bartoszyce, który podlega Okręgowemu Inspektoratowi Służby Więziennej w Olsztynie. Jest to jednostka dla tymczasowo aresztowanych mężczyzn pozostających do dyspozycji Prokuratur i Sądów Rejonowych w Bartoszycach, Kętrzynie i Lidzbarku Warmińskim. Areszt posiada również oddział zakładu karnego dla recydywistów penitencjarnych. Nominalna pojemność jednostki wynosi 141 miejsc. Z dniem 31 marca 2018 r. zniesiono Areszt Śledczy w Bartoszycach.

### Opieka zdrowotna
W mieście działa Szpital Powiatowy im. Jana Pawła II, który zapewnia opiekę lekarską na kilkunastu oddziałach. Jednym z nich jest Oddział Chirurgii Ogólnej i Miniinwazyjnej, który corocznie organizuje Międzynarodowe Bartoszyckie Dni Wideochirurgii podczas których prowadzi szkolenia z wideochirurgii.
W szpitalu znajduje się również Oddział Ratunkowy, który zapewnia ratownictwo medyczne na terenie miasta i powiatu. Wyposażony jest w jedną karetkę reanimacyjną R oraz trzy zespoły wypadkowe W.
Poza szpitalem w Bartoszycach funkcjonuje kilkanaście aptek oraz wiele innych, zarówno publicznych, jak i prywatnych, zakładów opieki zdrowotnej, przychodni i gabinetów lekarskich realizujących zadania podstawowej opieki zdrowotnej.
W mieście działa Powiatowa Stacja Sanitarno-Epidemiologiczna, która czuwa nad zdrowiem publicznym, zagrożeniami epidemiologicznymi i przeprowadza diagnozy laboratoryjne. Stacja jest jednostką realizującą zadania Powiatowego Inspektora Sanitarnego w Bartoszycach.
Służby weterynaryjne na terenie miasta reprezentuje Powiatowy Inspektorat Weterynarii z siedzibą w Bartoszycach oraz lecznicami zwierząt na terenie miasta.

### Pomoc społeczna
Główną jednostką realizującą zadania z zakresu pomocy społecznej na terenie miasta jest Miejski Ośrodek Pomocy Społecznej w Bartoszycach przy ulicy Pieniężnego. Ta powstała w 1990 roku jednostka realizuje zadania pomocy społecznej na rzecz najbardziej potrzebujących mieszkańców. W ramach ośrodka działa, dysponujący 50 miejscami, Dom Dziennego Pobytu oraz Środowiskowy Dom Samopomocy, który jest dziennym ośrodkiem wsparcia dla osób niepełnosprawnych intelektualnie. MOPS w Bartoszycach jest również realizatorem, funkcjonującego od 1994 r., programu Miejskiego Centrum Organizacji Pozarządowych Pomocy Społecznej, który skupia i integruje sektor organizacji pozarządowych działających w zakresie pomocy społecznej na terenie miasta.
Inną jednostką na polu pomocy społecznej w Bartoszycach jest Dom Pomocy Społecznej przy ulicy Bohaterów Monte Cassino, który jest głównie domem seniora i domem noclegowym.
W Bartoszycach znajduje się również Socjalna Stacja Joannitów. Jej celem jest pomoc najbardziej potrzebującym mieszkańcom miasta i powiatu poprzez darmowe wydawanie leków i sprzętu ortopedycznego. Jest jedną z 12 stacji socjalnych w województwie warmińsko-mazurskim prowadzonych przez Joannitów. Została utworzona jako efekt współpracy Zakonu Rycerskiego Św. Jana Chrzciciela, Mniejszości Niemieckiej w Bartoszycach i Urzędu Miasta w Bartoszycach.

### Mieszkalnictwo

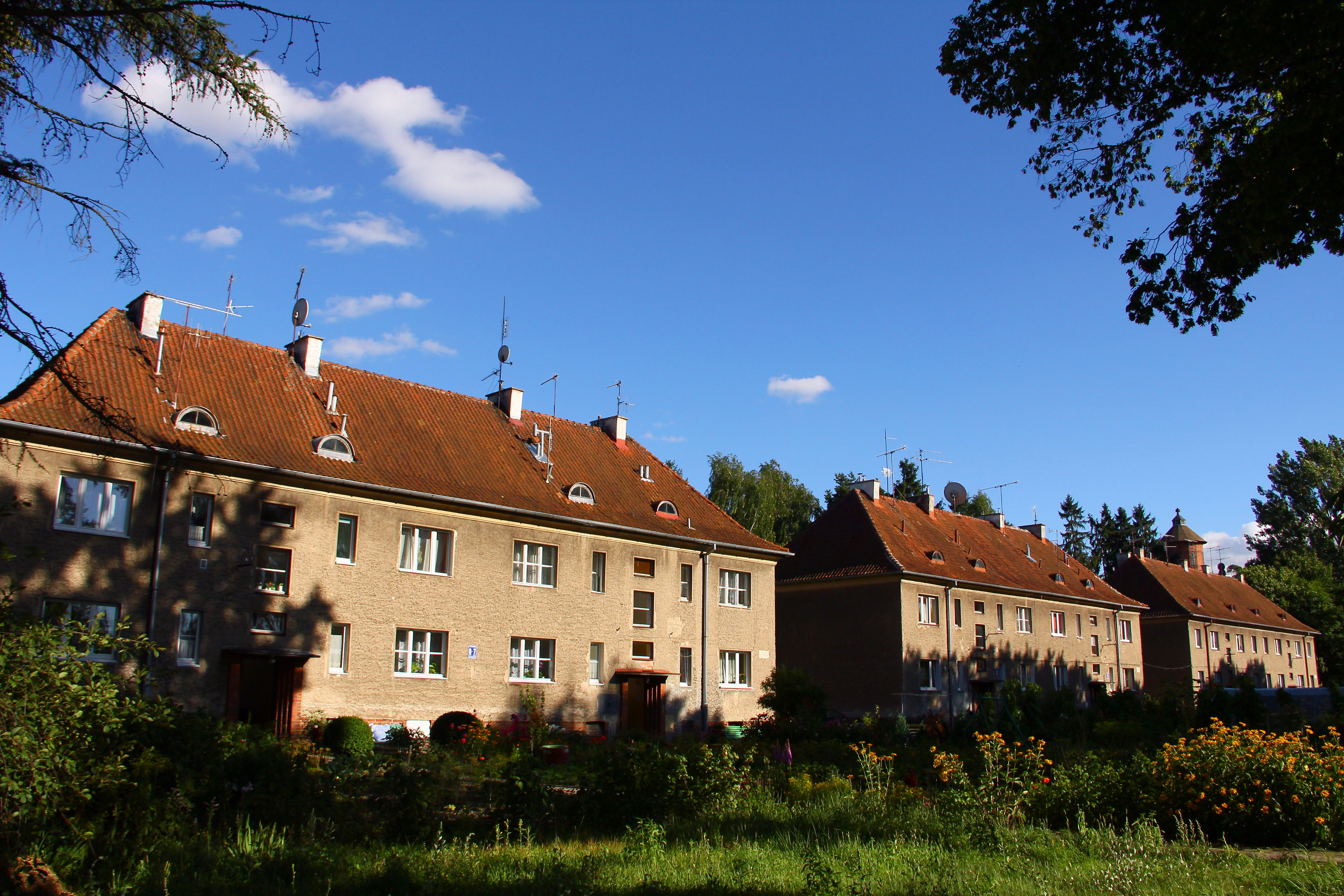
Budynki mieszkalne przy ul. Limanowskiego

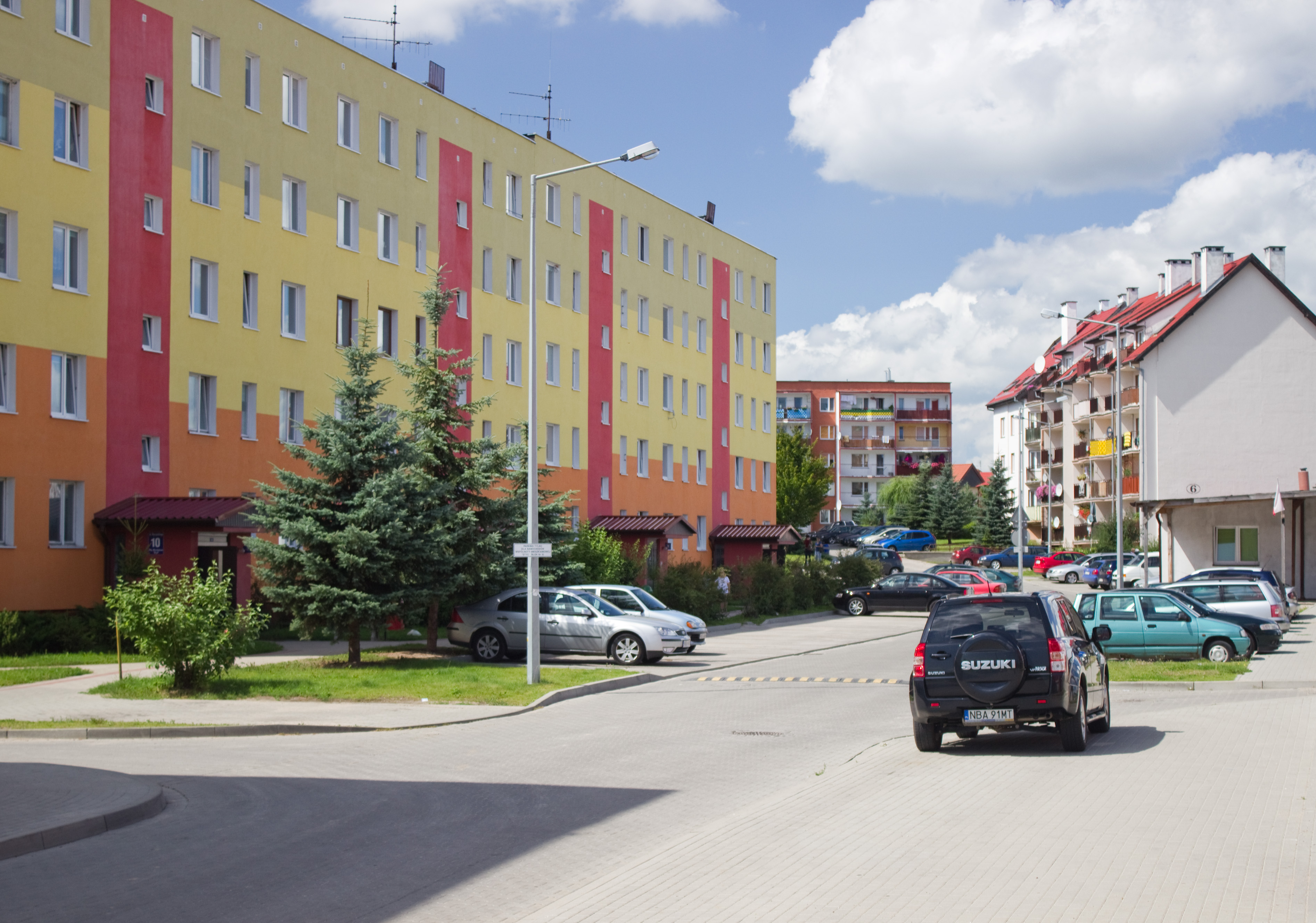
Bloki mieszkalne

Zasoby mieszkaniowe Bartoszyc na dzień 31 grudnia 2006 wynosiły ogółem 8760 mieszkań z czego 1270 stanowiły mieszkania komunalne. Ogólna liczba mieszkań była wyższa o 122 z tego samego okresu roku 2003 (8638 mieszkań), a liczba mieszkań komunalnych niższa o 87. Mieszkania spółdzielcze wynosiły 4164, zakładowe 405, a prywatne 2913. Liczba izb w mieszkaniach ogółem wynosiła 31 797, a ich powierzchnia 509 060 m², przy czym przeciętna powierzchnia mieszkania wynosiła 58,1 m², co daje w przeliczeniu na 1 osobę 20,1 m².
Wyposażenie w niezbędne media utrzymuje się na wysokim poziomie: 99,9% mieszkań było wyposażonych w wodociąg, 88,5% w centralne ogrzewanie, a 95,8% posiadało własną łazienkę.
Wskaźnik ilości mieszkań na 1000 mieszkańców aktualnie wynosi około 300, lecz miasto dąży do osiągnięcia liczby 350 mieszkań/1000 mieszkańców. Aktualnie według planów i projektowanej zabudowy 70–75% mieszkań planuje się wybudować w zabudowie wielorodzinnej, a 25–30% w jednorodzinnej.

### Infrastruktura techniczna i komunalna
Głównym źródłem zaopatrzenia miasta w wodę jest komunalne ujęcie wody przy ul. Limanowskiego. Rocznie z ujęć głębinowych pobiera się 1,723 mln m³, która jest podawana uzdatnianiu w 6 odżelaziaczach ciśnieniowych i spełnia normy jakości dla wody pitnej. Ujęcie wody korzysta z 8 studni na terenie miasta. Ponadto w Bartoszycach znajduje się jeszcze ujęcie wody przy szpitalu powiatowym, które pobiera wodę z 1 studni.
Siecią wodociągową w Bartoszycach jest objętych 99,9% powierzchni miasta i mieszkań. Długość czynnej sieci wodociągowej wynosi 52,2 km, co daje gęstość sieci na poziomie 4,75 km/km². Sieć magistralna składa się z 2 magistral: 500 – opasującej Stare Miasto oraz 250 – zaopatrującej w wodę północną i południową część miasta oraz okoliczne miejscowości. Cała sieć wodociągowa jest zaopatrzona w liczniki.
Z kanalizacji miejskiej korzysta 90,6% mieszkańców miasta, a długość kolektorów wynosi 36,2 km, co daje 3,29 km/km² powierzchni miasta. System, na jedynym nieskanalizowanym osiedlu – „Działki” jest ciągle rozbudowywany, tak by docelowo swoim zasięgiem objąć 100% powierzchni miasta. Niemal cały system kanalizacji, poza 150 metrowym odcinkiem kanalizacji ciśnieniowej, jest grawitacyjny.
Ścieki z terenu miasta są oczyszczane w zmodernizowanej i rozbudowanej w 1997 r. oczyszczalni ścieków, której przepustowość wynosi 6500 m³/doba. Średnia ilość oczyszczania ścieków wynosi 2896 m³/d, a odbiornikiem ścieków przeczyszczonych jest rzeka Łyna. Dodatkowo w mieście eksploatowane są jeszcze 4 przydomowe oczyszczalnie.
W Bartoszycach około 70% mieszkańców korzysta z sieci ciepłowniczej, która wytwarza ciepło na potrzeby centralnego ogrzewania i ciepłej wody użytkowej. Siecią zarządza Spółka Wodociągowo-Ciepłowniczą COWIK, która eksploatuje 16 większych kotłowni, z czego 11 to kotłownie grzewcze, a 5 technologiczno-grzewcze i technologiczne. 6 z nich jest opalanych olejem opałowym, 5 – gazem, 3 – węglem, a 2 paliwami odnawialnymi. Według mocy najwięcej energii pochodzi ze spalania węgla – około 80% energii elektrycznej. Wydajność głównej kotłowni miejskiej wynosi 45 MWt. Jest ona opalana węglem kamiennym oraz drewnem (7,7%), a roczne zużycie wynosi 15–18 tys. ton węgla i 3,5 tys. ton drewna.
W gaz miasto jest zaopatrywane z gazociągu wysokiego ciśnienia DN 150 mm Płońsk-Ciechanów-Olsztyn-Bartoszyce. Z sieci gazowej korzysta 93% mieszkańców miasta.
Bartoszycka gospodarka odpadami opiera się na opracowanym Planie Gospodarki Odpadami na lata 2004–2007, z perspektywą do 2011. W celu jego realizacji powołano Związek Gmin Ekobart z siedzibą w Bartoszycach, który unieszkodliwia odpady poprzez składowanie ich na wysypisku śmieci w Wysiece. Średnioroczna ilość, tam składowanych, odpadów komunalnych wynosi 11 ty. Mg. Miasto nie posiada systemu selektywnej zbiórki odpadów, lecz na jego terenie działają firmy prywatne, które zajmują się zbieraniem i selekcją odpadów opakowaniowych.

### Ochrona środowiska
Głównym źródłem zanieczyszczeń powietrza w Bartoszycach jest energetyczne spalanie paliw przez miejską sieć elektrociepłowniczą. W jego wyniku do atmosfery przedostaje się dwutlenek siarki, tlenki azotu, tlenek węgla oraz pył. Innym zagrożeniem są zanieczyszczenia technologiczne (gazowe i pyłowe), pochodne procesu produkcji największych zakładów w mieście. Potencjalnym zagrożeniem dla środowiska jest także działająca przy szpitalu powiatowym spalarnia odpadów medycznych. Znaczny wpływ na stan atmosfery w mieście mają także spaliny emitowane przez pojazdy mechaniczne, które korzystają z głównej arterii komunikacyjnej Bartoszyc – drogi krajowej 51.

## Transport

### Transport drogowy
Bartoszyce usytuowane są przy jednym z najważniejszych szklaków drogowych w województwie warmińsko-mazurskim biegnącej ku przejściu granicznemu z Rosją w Bezledach drodze krajowej nr 51. Stanowi ona główną oś komunikacyjną miasta o długości 3,3 km i przebiega ulicami Bema i Warszawską przez środek terenów zainwestowanych. Charakteryzuje się znacznym natężeniem ruchu, gdyż przejmuje większość ruchu kołowego województwa i Polski w kierunku obwodu królewieckiego oraz ruch z drogi krajowej nr 57 z Mazowsza na Mazury, z którą łączy się na rondzie w podbartoszyckich Plęsach. Istotnym ciągiem komunikacyjnym przebiegającym przez miasto są także drogi wojewódzkie o długości 6,34 km: nr 512 ze Szczurkowa do Pieniężna oraz nr 592 z Giżycka i Kętrzyna do Bartoszyc. W obecnej sytuacji biegną one ulicami Kętrzyńską, Bohaterów Warszawy, Gdańską oraz Nowowiejskiego. Sieć dróg uzupełniają drogi miejskie, których długość wynosi 34,79 km, które prowadzą ruch lokalny głównie ulicami: 11 Listopada, Księcia Poniatowskiego, Paderewskiego oraz Marksa.
Aktualnie trwają konsultacje społeczne i środowiskowe nad wyborem wariantu obwodnicy Bartoszyc w kierunku przejścia granicznego w Bezledach w ciągu drogi krajowej nr 51 o długości około 10 km wraz z mostem drogowym na rzece Łynie. Obwodnica będzie miała za zadanie odciążyć centrum miasta poprzez skierowanie na nią ruchu kołowego z trasy Olsztyn – Królewiec.

### Transport kolejowy

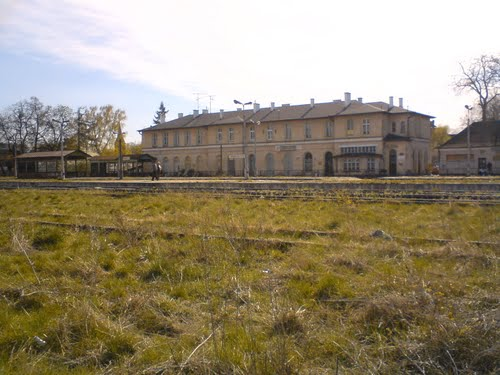
Stacja kolejowa

Pierwszy pociąg wjechał na stację Bartoszyce w 1866 roku i od tamtego momentu rozbudowywano sieć połączeń kolejowych. Bartoszyce posiadały bezpośrednie połączenia kolejowe osobowe i towarowe z innymi miastami w Polsce z Korszami, Lidzbarkiem Warmińskim, Szwarunami oraz z Rosją poprzez niedalekie kolejowe przejście graniczne w Głomnie. Do Głomna prowadzi specjalny podwójny tor przystosowany do obsługi kolei polskich oraz szerokotorowy do rosyjskich.
Od 1 lipca 2002 r. PKP, z powodu nierentowności trasy, zawiesiło ostatnie połączenia osobowe Bartoszyce – Korsze i od tego dnia Bartoszyce nie mają żadnych kolejowych połączeń osobowych. Wedle potrzeb natomiast, ze stacji kolejowej Bartoszyce, kursują pociągi towarowe. Obsługiwane są przez linię kolejową 38, kategorii drugorzędnej, Białystok – Głomno.
W Bartoszycach znajduje się wielotorowa stacja kolejowa wraz z bocznicami, peronami, przejściami podziemnymi oraz wzniesiony w 1866 budynek dworcowy. Bocznice wyposażone są w tory zarówno normalne, jak i szerokie, które jednak nie są wykorzystywane. Linia kolejowa oraz tory biegną przez miasto dzieląc je na dwie części czym komplikują układ komunikacyjny. W odległości kilkuset metrów od stacji znajduje się kolejowy most na rzece Łynie oraz kilka wiaduktów dla transportu kołowego i pieszego.
W 2019 r. na forum sejmiku województwa warmińsko-mazurskiego zgłoszono projekt budowy linii kolejowej z Bartoszyc do Lidzbarka Warmińskiego, co ma umożliwić stworzenie bezpośredniego połączenia kolejowego do Olsztyna.

### Komunikacja miejska i samochodowa
Aktualnie komunikacja miejska oraz flota pojazdów obsługiwana jest ponownie przez prywatną firmę Delux (od 1 października 2018), która zastąpiła firmę Mobilis, a dawniej Zakład Komunikacji Miejskiej i Spółkę Bartko. Komunikacja obsługuje 30 przystanków w Bartoszycach oraz łączy je z podbartoszyckimi Sędławkami. Część pojazdów jest niskopodłogowa.

#### Wykaz linii autobusowych komunikacji miejskiej w Bartoszycach
| Linia nr 1 ul. Leśna (Cmentarz) – ul. Wyszyńskiego (Szpital) ul. Wyszyńskiego (Szpital) – ul. Leśna (Cmentarz)                                                                                 |
| Linia nr 2 ul. Wyszyńskiego (Szpital) – ul. Pieniężnego 10 ul. Pieniężnego 9 – ul. Wyszyńskiego (Szpital)                                                                                      |
| Linia nr 3 ul. Wyszyńskiego (Szpital) – Sędławki Sędławki – ul. Wyszyńskiego |
| Linia nr 5 ul. Leśna (Cmentarz) – Hubalczyków (Dworzec) – ul. Wyszyńskiego (Szpital) ul. Wyszyńskiego (Szpital) – Hubalczyków (Dworzec) – ul. Leśna (Cmentarz) obowiązuje w soboty i niedziele |

Poza komunikacją miejską transport na terenie miasta zapewnia kilka korporacji taksówkarskich oraz stały postój taksówek przy ul. Kopernika.
W Bartoszycach zlokalizowany jest dworzec autobusowy przy Placu Dworcowym oraz kilka mniejszych przystanków na terenie miasta. Dworzec obsługuje połączenia autobusowe na terenie gminy, powiatu oraz dalsze przejazdy krajowe i zagraniczne (obwód królewiecki, Europa Zachodnia). Głównym i największym przewoźnikiem jest spółka akcyjna PKS Bartoszyce.

## Wojsko
W latach 1948–1950 stacjonował tu sztab 5 batalionu Ochrony Pogranicza.
W mieście znajduje się Garnizon Bartoszyce, który jest stałym garnizonem wojsk lądowych Wojska Polskiego. Stacjonuje tu 20 Bartoszycka Brygada Zmechanizowana im. Hetmana Polnego Litewskiego Wincentego Gosiewskiego, która jest częścią 16 Pomorskiej Dywizji Zmechanizowanej.
Do tej dywizji została podporządkowana, decyzją dowództwa wojsk 18 lipca 2000, z 15 Warmińsko-Mazurskiej Dywizji Zmechanizowanej im. Króla Władysława Jagiełły. Bartoszycka Brygada została sformowana w 1994 na bazie 75 Ośrodka Materiałowo-Technicznego, który historycznie był 75 Pułkiem Piechoty, a później 75 Pułkiem Zmechanizowanym – wszystkie stacjonowały w Garnizonie Bartoszyce. Ponadto Minister Obrony Narodowej, decyzją z 15 lipca 1995, polecił brygadzie przyjąć dziedzictwo i kontynuować tradycje wojskowe licznych dywizji i pułków, których historię rozpoczyna uformowany w 1918 roku 79 Białostocki Pułk Strzelców. W bartoszyckim garnizonie mieściła się niegdyś specjalna jednostka dla kleryków odbywających zasadniczą służbę wojskową, w latach 1966–1968 służył w niej ks. Jerzy Popiełuszko.
BBZ była wyróżniona w 1997 i 1998 przez Dowódcę Warszawskiego Okręgu Wojskowego, a w 1999 przez Dowódcę Pomorskiego Okręgu Wojskowego. Do tej pory ponad 1000 żołnierzy brygady wzięło udział w misjach zagranicznych Wojska Polskiego.
Aktualnie w sztab brygady wchodzi: dowództwo, sztab, logistyka, pododdziały brygady, wojska zmechanizowane i pancerne, rozpoznania, artylerii nadziemnej i plot oraz logistycznego zabezpieczenia działań. Posiada również internaty zarządzane przez Wojskową Agencję Mieszkaniową.
Brygada stacjonuje w koszarach przy ul. Wojska Polskiego w Bartoszycach, a do swojej dyspozycji ma dwa poligony ćwiczebne wokół miasta. Swoje doroczne święto obchodzi 3 września. Posiada również własny sztandar nawiązujący do tradycji brygady na którym widnieje m.in. herb Bartoszyc.

## Honorowi Obywatele Miasta Bartoszyce
Tytuł przyznawany ludziom szczególnie zasłużonym dla miasta Bartoszyce. Jest nadawany specjalną uchwałą Rady Miasta Bartoszyce. Przyznaje się go za wyjątkową promocję i działanie na rzecz miasta obywatelom polskim i cudzoziemcom.
Honorowi Obywatele Miasta Bartoszyce (data przyznania tytułu):
- Wiktor Mojsiejewicz Romanowski (2005)
- Dieter Horst Richard Lonchant (2005)
- Friedrich Wilhelm von der Groeben (2006) – przedstawiciel pruskiego rodu szlacheckiego, rycerz i organizator Stacji Socjalnej Joannitów[121].
- Helmut Ernst Ulrich Mischke (2008)
- Mirosław Chilmanowicz (2013)
- Helmut Breuer (2013)
- Christian Meyl (2013)
- Leszek Surawski (2013)
- Zbigniew Lubiejewski (2021)